# Chapelle Notre-Dame-de-Toute-Aide de Querrien
Quatre lieux de culte portent ce vocable dans l'Ouest de la France:
- L'église Notre-Dame-de-Toutes-Aides, paroisse de Doulon à Nantes;

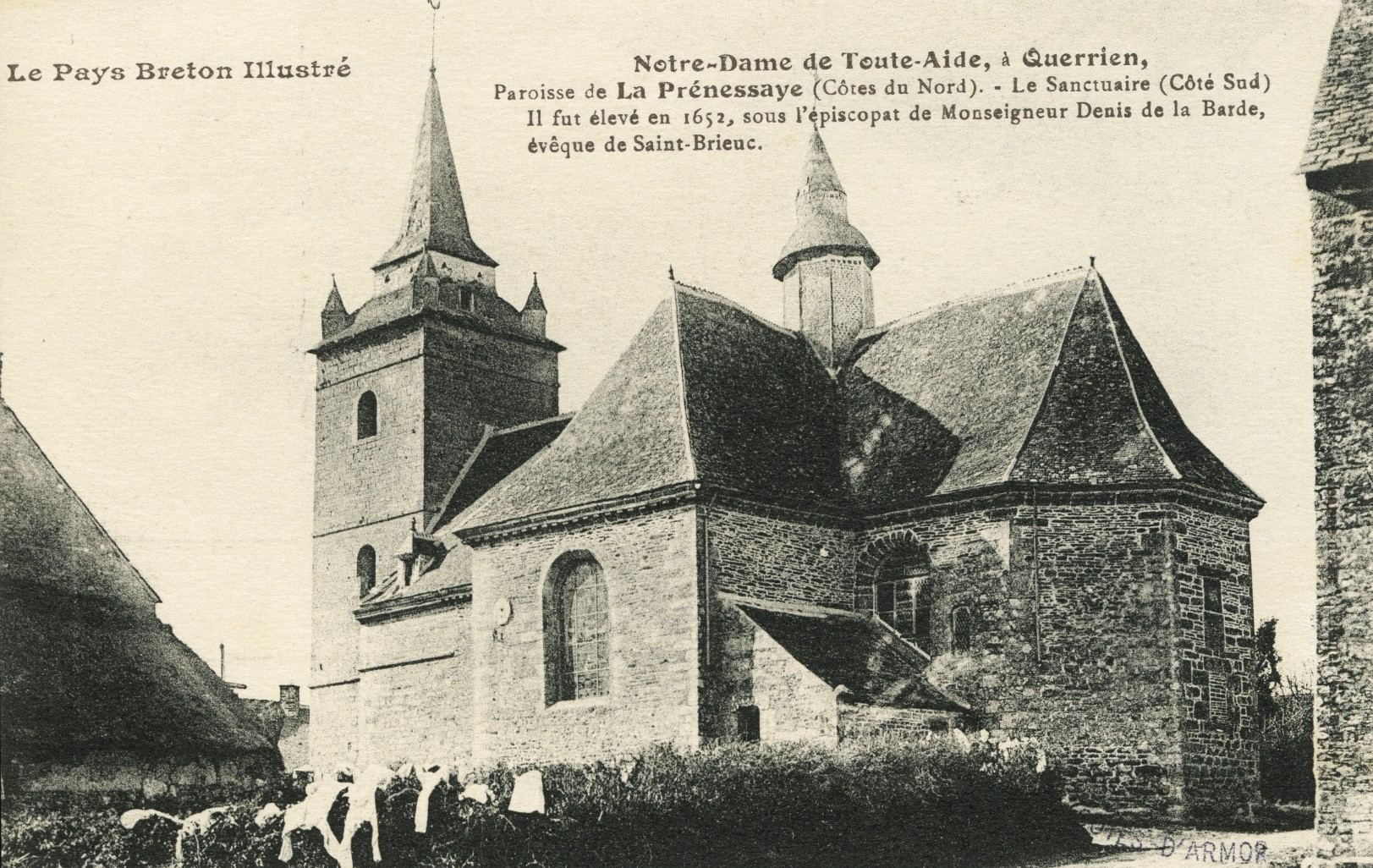
Vue de la chapelle sur une carte postale de 1920 environ.

- La chapelle Notre-Dame-de-Toutes-Aides, paroisse de Saint-François en Saint-Nazaire à Saint-Nazaire;
- l'Église Notre-Dame-de-Toute-Aide des Forges, paroisse de Lanoué aux Forges;
- La chapelle Notre-Dame-de-Toute-Aide de Querrien, sanctuaire diocésain, évêché de Saint-Brieuc.

La chapelle Notre-Dame-de-Toute-Aide est située dans le village de Querrien, sur la commune de La Prénessaye dans les Côtes-d'Armor. Le sanctuaire est situé sur le lieu des apparitions mariales de Querrien en 1652. La chapelle et le sanctuaire, ont été construits à la demande de l'évêque de Saint-Brieuc, Denis de La Barde le 11 septembre 1652. À partir de ce moment, les pèlerinages s'organisent très vite, et la forte affluence des fidèles pousse les autorités ecclésiales à faire agrandir la chapelle et construire de nouveaux bâtiments dans le sanctuaire. Les constructions autour de la chapelle initiale s'étoffent jusqu'à la fin du XIXe siècle.
En 1998, une nouvelle série de travaux de rénovation et de construction se met en place sur plusieurs décennies. En 2005, le sanctuaire reçoit le titre de « sanctuaire diocésain ». En 2019, la chapelle s'équipe d'un orgue.
Deux grands pardons sont organisés chaque année rassemblant chacun quelque 10 000 pèlerins : celui du 15 août et celui du dimanche qui suit le 8 septembre (fête de la nativité de Notre-Dame). Un autre « petit pardon » se déroule début octobre : celui du Rosaire. Au total, on estime entre 70 et 100 000 personnes le nombre de pèlerins se rendant chaque année sur ce lieu.
Après plusieurs années durant lesquelles une communauté religieuse assurait la vie du sanctuaire, trois laïcs ont été missionnés par le diocèse à partir de la rentrée 2023 afin d'y assurer l'accueil des pèlerins.

## Historique

### Premières constructions
D'après la légende, en 574, le moine saint Colomban vient d'Irlande et débarque sur les côtes bretonnes avec 12 compagnons. Le moine saint Gall, ami et compagnon de Colomban, fait partie du groupe. Ce dernier s'arrête à Querrien et là, il fait jaillir du sol aride une source claire et limpide « pour que les habitants puissent y pétrir du pain ». Le moine construit également un oratoire en bois qu'il dédie à Notre Dame. Il place dans l'oratoire une statue de bois, représentant la Vierge à l’Enfant, statue qu'il avait sculptée lui-même,,.
Au gré du temps, l'oratoire est abandonné, il se désagrège et la statue tombe au sol et se retrouve enterrée dans la boue près de la source. La mémoire de ce lieu de culte se perd,.

### L'apparition mariale

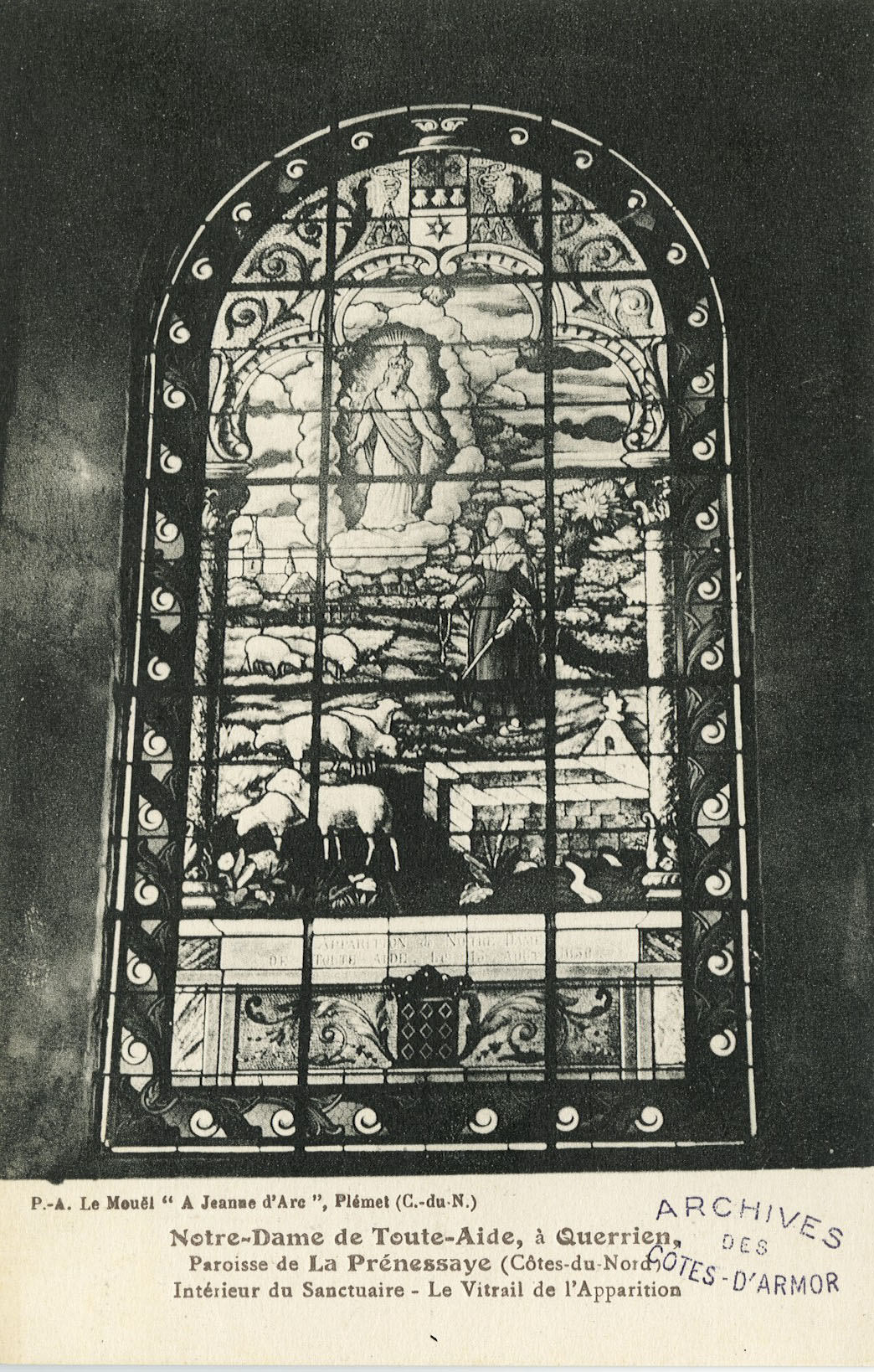
Représentation de l'apparition sur un vitrail de la chapelle, sur une carte postale de 1920.

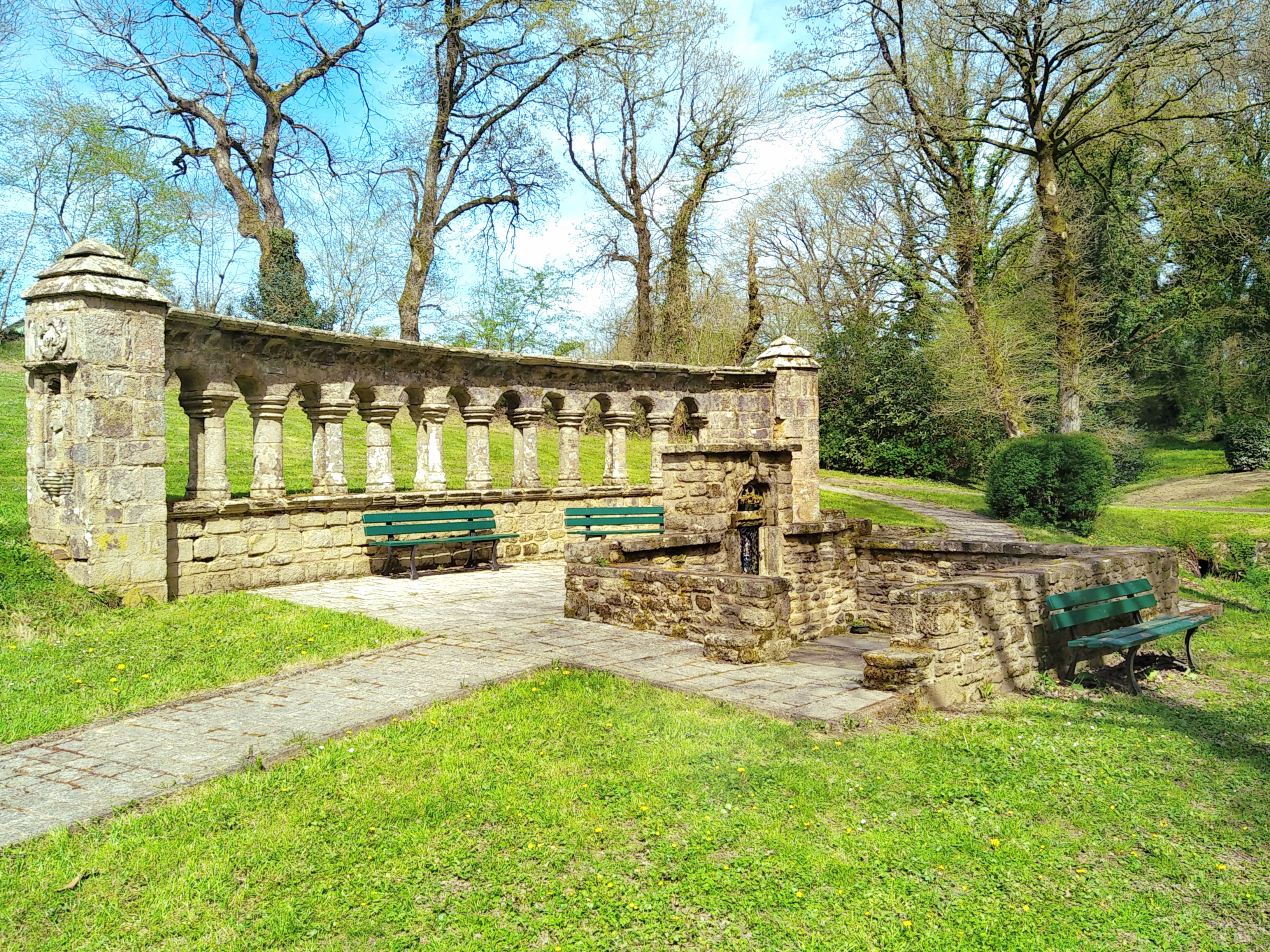
Le Champ des Fontenelles, lieu de la première apparition.

En 1652, Jeanne Courtel est une petite fille de 12 ans, sourde et muette depuis sa naissance. Le 15 août 1652 elle garde les moutons du troupeau familial sur la commune de La Prénessaye dans les Côtes-d'Armor. Elle raconte avoir vu une « belle dame » qui lui parle, et elle retrouve l'audition et la parole, à la surprise de tous les habitants du village. Quelques jours plus tard, après de nouvelles apparitions mariales, elle demande à faire creuser le sol, près d'une source connue pour y retrouver une statue de la Vierge. La statuette de bois est retrouvée au lieu indiqué, confirmant pour la population l'authenticité des déclarations de la fillette. Ce sont au total une quinzaine d'apparitions dont la jeune fille se dira favorisée, jusqu'en septembre de la même année,,,,.
L'évêque du lieu, Denis de La Barde, diligente une enquête et se rend sur place pour vérifier les déclarations de l'enfant. Satisfait de ses auditions, il fait ériger, dès 1652, une chapelle pour organiser la dévotion des fidèles,,,.

### Construction de la chapelle
Après avoir fait effectuer une enquête canonique, le 11 septembre 1652, Denis de La Barde, évêque de Saint-Brieuc se rend en personne à Querrien. Il interroge Jeanne Courtel, ainsi que divers témoins, et leur demande de confirmer sous serment leurs déclarations (faites au cours de l'enquête). Après quoi, l'évêque émet un avis positif sur l'apparition et décide de faire bâtir une chapelle et d'y organiser le culte. Le 29 septembre suivant l'évêque revient bénir la première pierre de la chapelle au cours d'une célébration qui rassemble 1 500 pèlerins,,.
Quelques années plus tard, le 9 août 1656, la chapelle est terminée et Denis de La Barde y installe quatre chapelains avec mission de « célébrer les messes, chanter les offices divins, administrer les sacrements, instruire, catéchiser et prêcher les peuples »,,,.
Le chœur de la chapelle est placé sur le lieu même de la découverte de la statue. Les pèlerins se rendent très vite en nombre pour demander la protection de la Dame de Querrien, honorée dès l'origine sous le vocable de « Notre-Dame de Toute-Aide ».
Le clocher, commencé en 1719, est achevé en 1790. Pour répondre à l'afflux des pèlerins, la nef est agrandie en 1779. En 1790 une sacristie est ajoutée au sud de l'édifice. Une sacristie nord est adjointe au XIXe siècle. La croix monumentale et la fontaine Saint-Gall sont construites au début du XXe siècle.

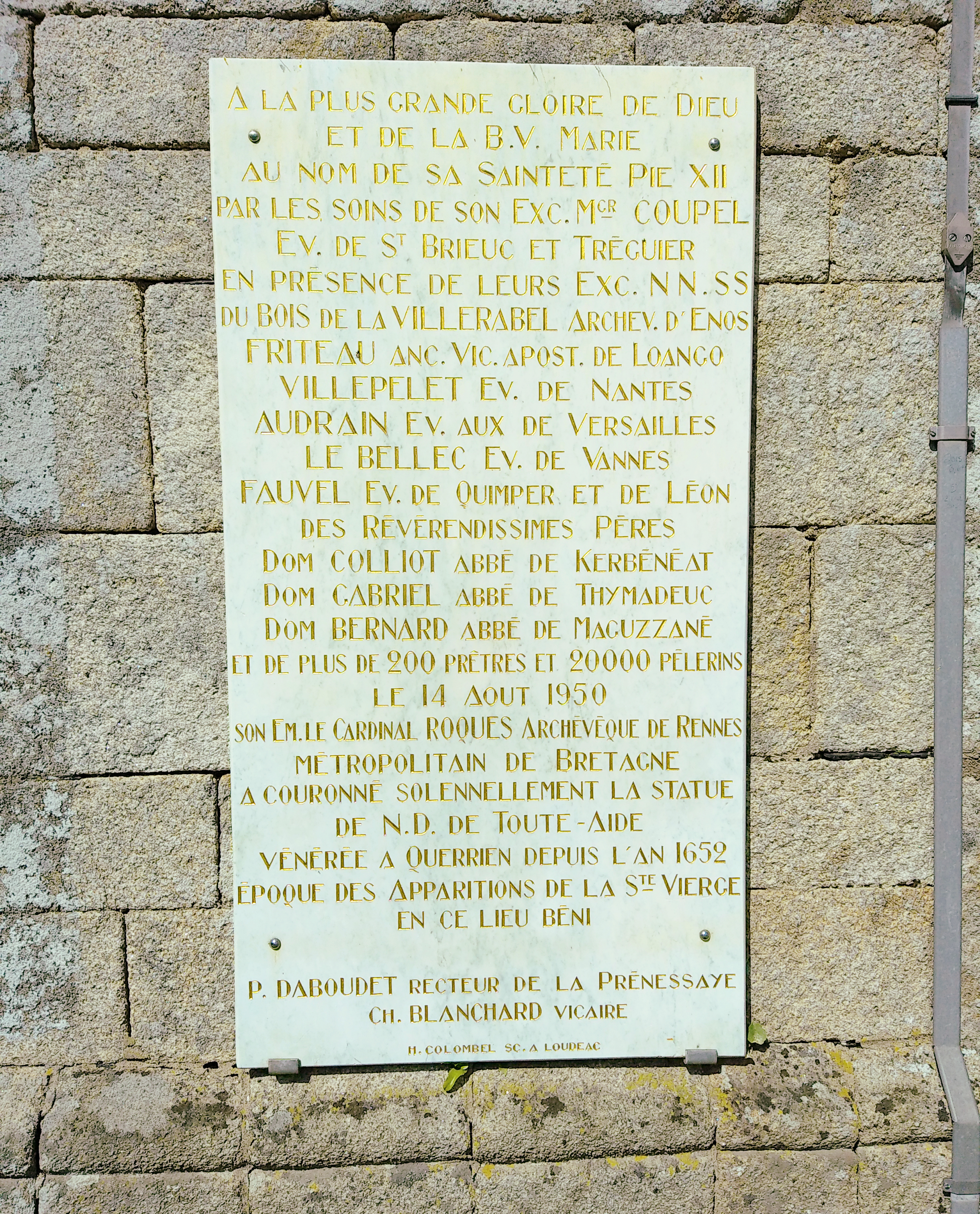
Plaque de marbre fixée sur la chapelle, commémorant la célébration du 14 août 1950.

Le 14 août 1950, une grande célébration se tient dans le sanctuaire. Cette célébration rassemble 20 000 pèlerins, plusieurs évêques, les pères abbés de Bretagne, et 200 prêtres de Saint-Brieuc, Rennes et Vannes, pour le couronnement de la statue de Notre-Dame de Toute-Aide. C'est l’archevêque Clément Roque de Rennes qui pose sur la tête de la statue la couronne dessinée par Émile Daubé, et réalisée par l'orfèvre René Desury. Ce couronnement a été réalisé avec l'autorisation et la bénédiction du pape Pie XII,,.
En 1998, le débute une série de nouvelles constructions et rénovations des installations. Le cardinal Lustiger, archevêque de Paris vient en l'an 2000 bénir les travaux déjà réalisés (ceux-ci se poursuivant durant plusieurs années),.

### La chapelle aujourd'hui

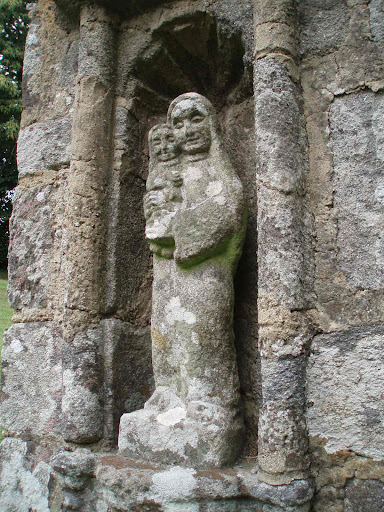
Statue de la Vierge à l'Enfant sur le mur extérieur de la chapelle.

Les travaux d'aménagement et de rénovation lancés en 1998 se poursuivent toujours en 2018. Après la construction de différentes salles et la réhabilitation du presbytère, c'est la construction d’un préau, de sanitaires, d’un atelier et d’une salle multifonctions qui ont été réalisés. Le budget estimé à 300 000 € pour l'année 2018 s'inscrit dans un budget plus large de 3 millions d'euros depuis 1998. Le financement est réalisé par le diocèse de Saint-Brieuc, le sanctuaire Notre-Dame-de-Toute-Aide, l’association des « Amis du Sanctuaire » ainsi qu'un appel au don et à la générosité des fidèles. Une souscription en ligne a même été réalisée via le site Internet du diocèse.
Le 2 février 2005, le sanctuaire de Querrien est élevé, par Lucien Fruchaud, au rang de sanctuaire diocésain.
Le 30 janvier 2020, la chapelle fait l’objet d’une inscription au titre des monuments historiques,,.
Le 15 août 2020, de nombreux fidèles se rassemblent dans le sanctuaire pour la messe célébrée par l'archevêque de Rennes, Pierre d'Ornellas en l'occasion du 70e anniversaire du couronnement de la statue de Notre-Dame de Toute-Aide.
Le sanctuaire de Querrien est surnommé « le petit Lourdes breton ». Plusieurs fois par an, se déroulent deux « grands pardons » : celui du 15 août et celui du second dimanche de septembre, en commémoration du 11 septembre 1652, date à laquelle l'évêque de Saint-Brieuc vint en personne reconnaître l'authenticité des apparitions.

## Description

### Le bâtiment
La chapelle est construite suivant un plan en croix latine avec une nef à un seul vaisseau. Le plafond est réalisé en lambris peints en bleu.
Deux sacristies sont présentes, l'une au sud de l'édifice (construite en 1790), l'autre au nord (construite au XIXe siècle).
Le clocher a été débuté en 1719 et achevé en 1790. Il est équipé d'une flèche polygonale.
Les matériaux utilisés pour le gros-œuvre sont la pierre de taille et le moellon en granite et schiste. La couverture est faite en ardoise, sur un toit à longs pans, terminant en croupe.

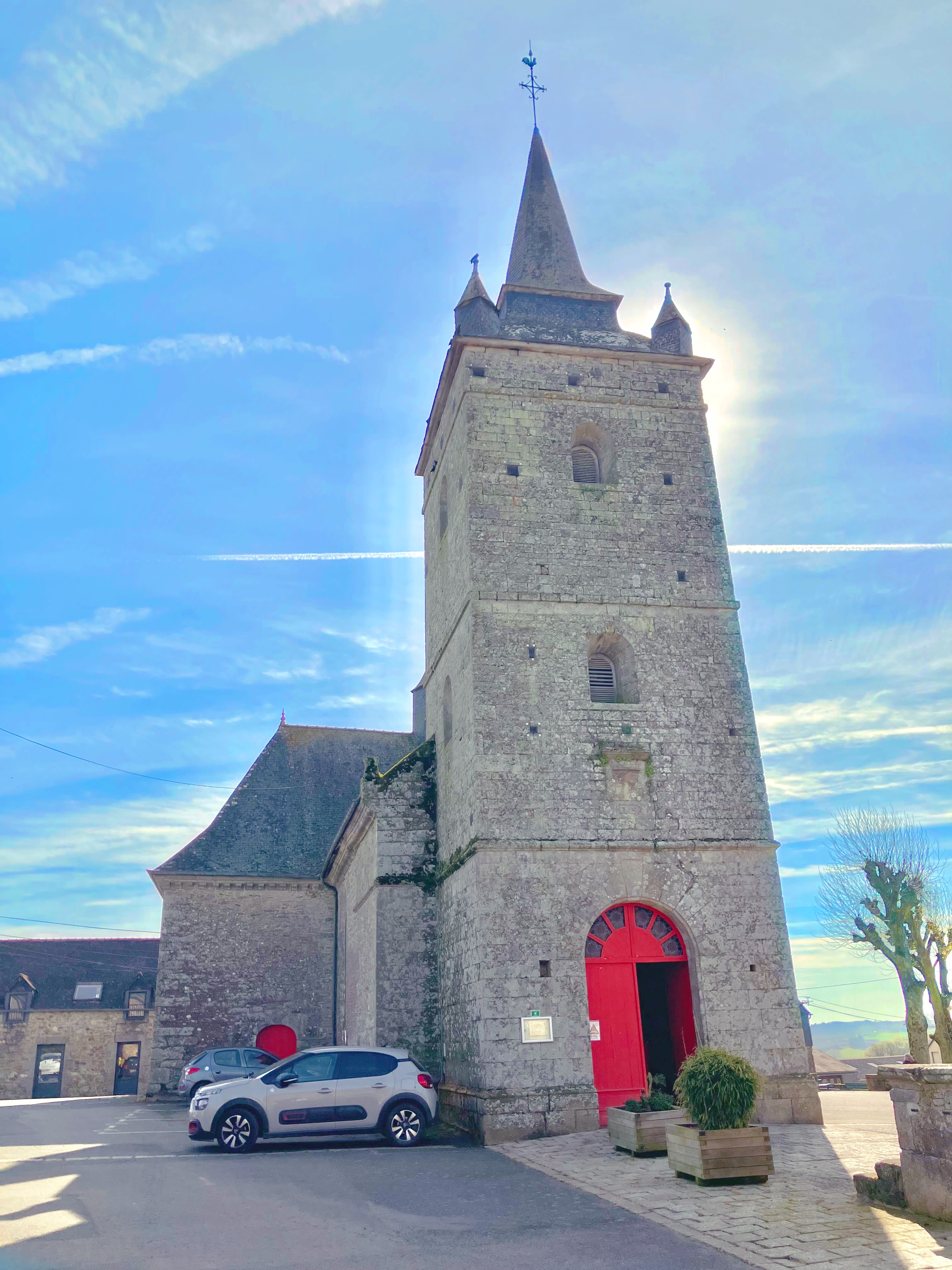
Le clocher et l'entrée, côté ouest.
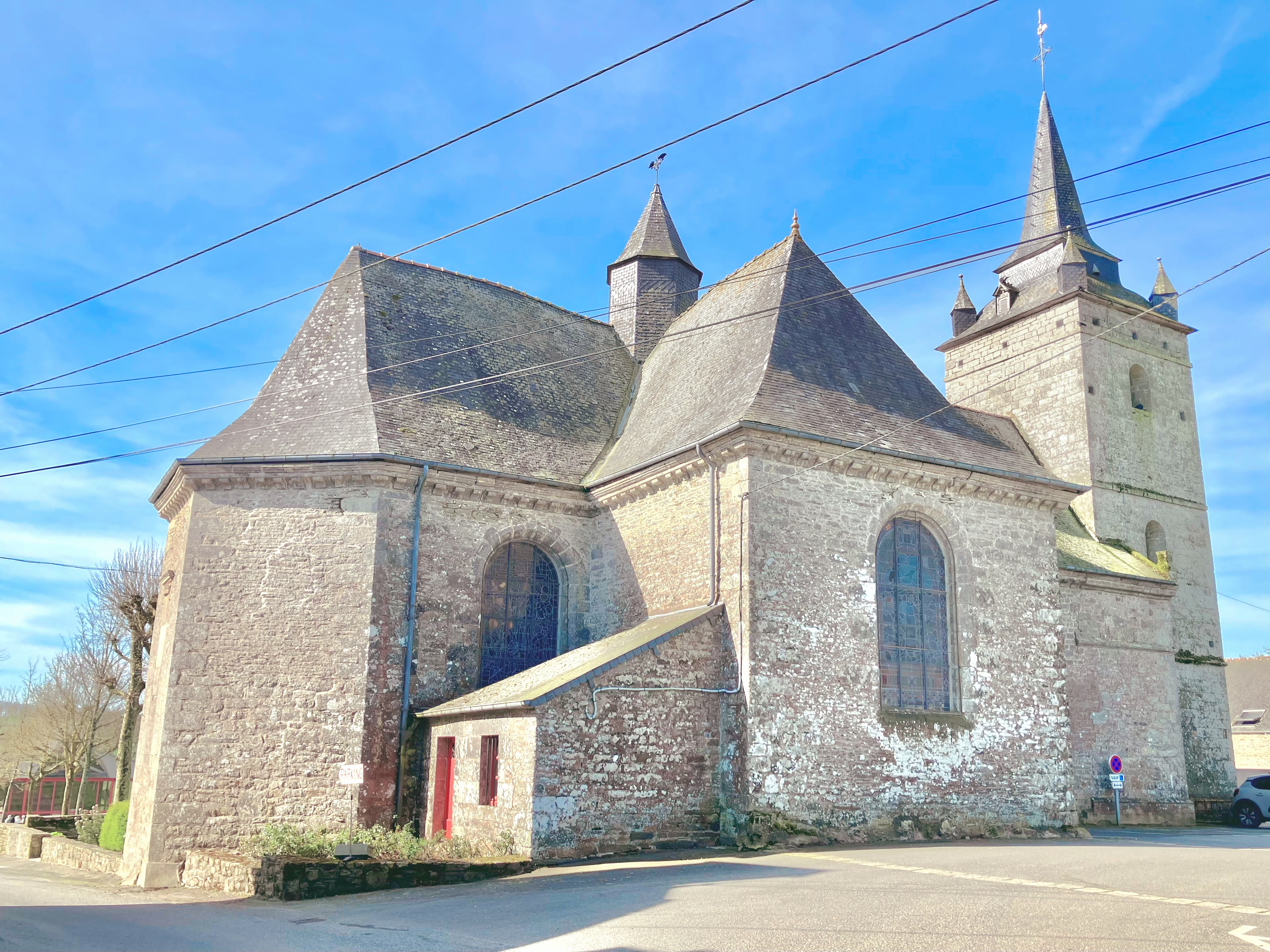
La chapelle, côté nord,
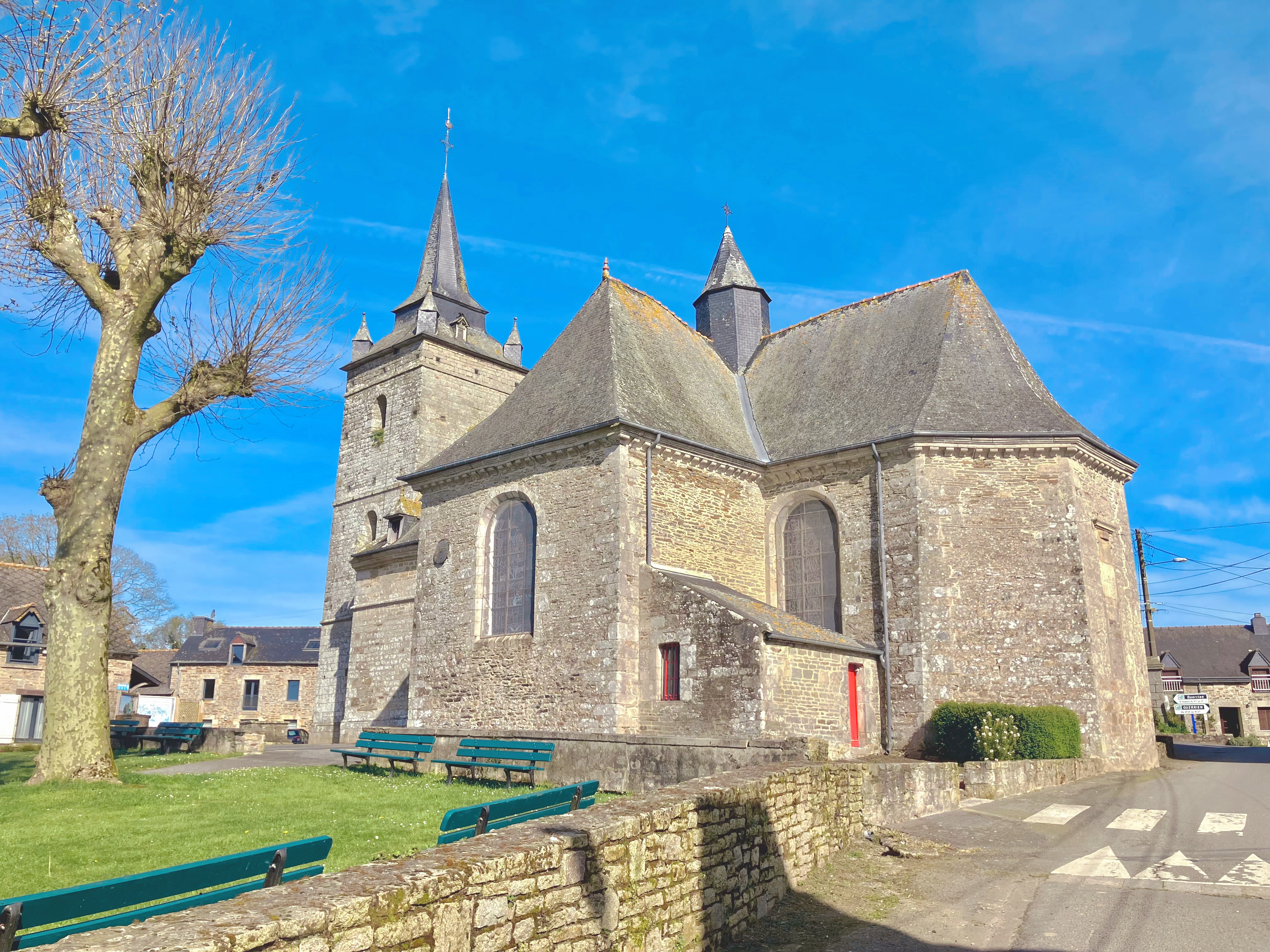
… côté sud,
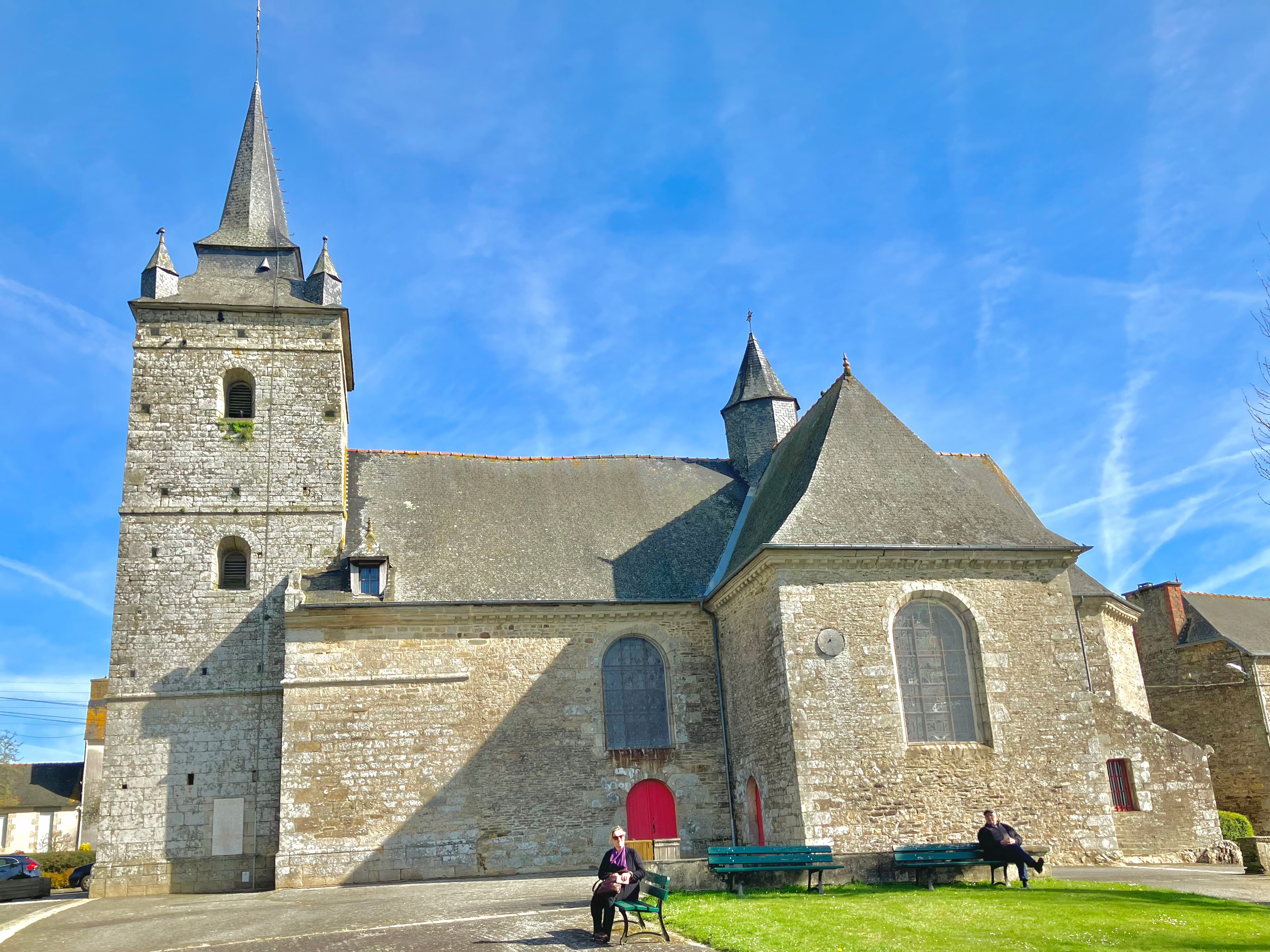
… et depuis l’esplanade.

### L'intérieur
Le chœur

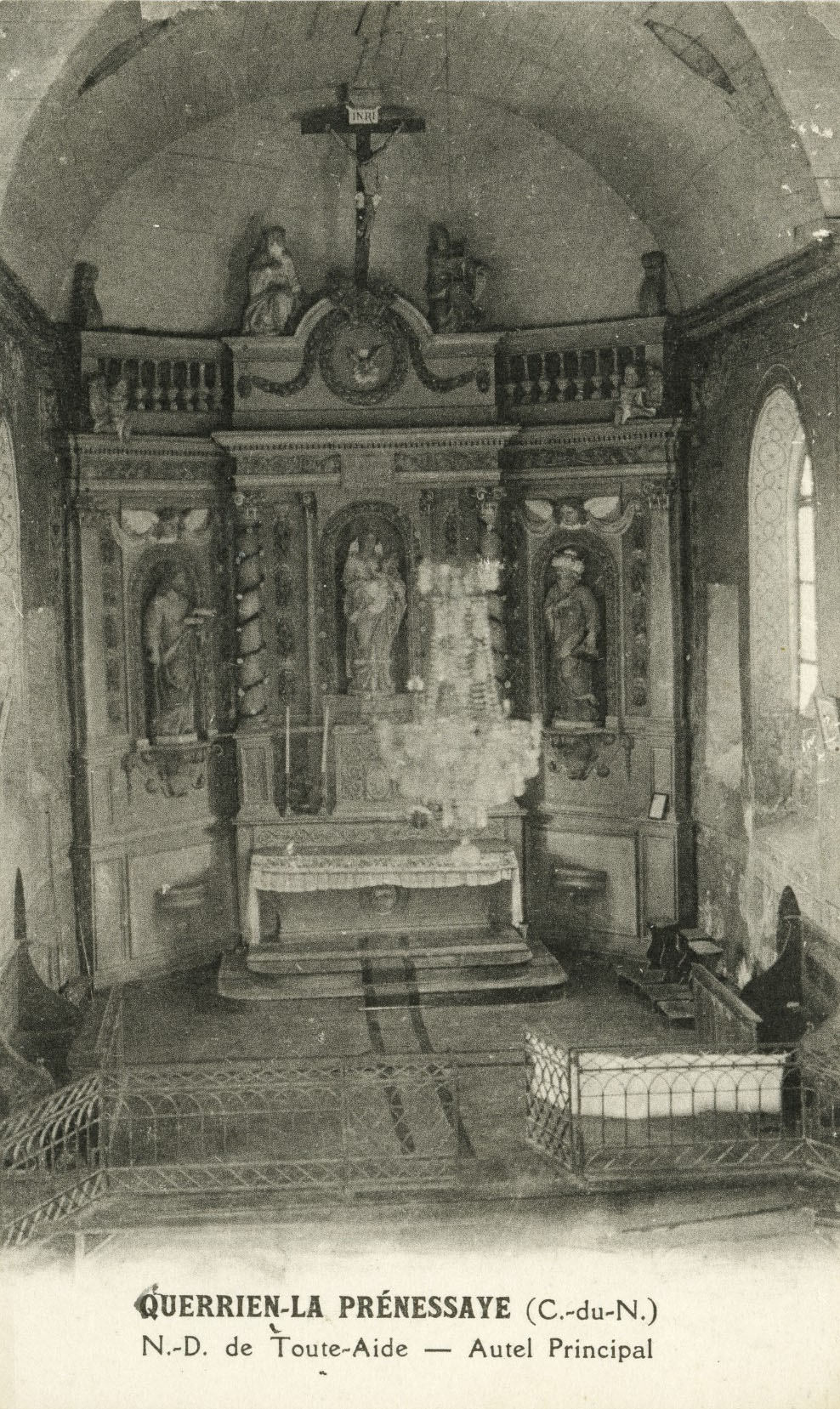
Vue du chœur de la chapelle au début du XXe siècle.

Le chœur de l'église est en cul-de-four, avec un autel et retable sculptés et en polychromie. Sur l'ancien autel se trouve le tabernacle, surmonté d'une statue polychrome de la Vierge à l'Enfant. À droite se trouve une statue de saint Jacques, et à gauche (donc à la droite de la Vierge), une statue de saint Joseph. Les deux statues sont polychromes et de même taille que celle de la Vierge.
Sur la droite du chœur, un vitrail représente la venue de l'évêque de la Barde en 1652 bénissant la première pierre de la chapelle. Et en face, un autre vitrail représente ce même évêque interrogeant la voyante, Jeanne Courtel, le 11 septembre 1652. Deux portes d'accès sont situées sous les vitraux.
Au centre, se trouve l'autel de bois installé après la réforme conciliaire du culte catholique lors de Vatican II. Les clôtures en fer forgé séparant le chœur et l'espace sacré de la nef ont été conservées.
Le transept
Sur l'aile droite du transept, une petite chapelle consacrée à sainte Anne est aménagée, avec un autel particulier, surmonté d'une statue polychrome de la sainte et de la Vierge enfant. Le vitrail représente la première apparition de la Vierge à la voyante.
Sur l'aile gauche, une autre chapelle consacrée à la Vierge est installée, avec une statue de Marie Reine. Le vitrail représente saint Gall, portant sa statuette sculptée de la Vierge.
Au centre du transept, devant l'autel, se trouve la pierre tombale de la voyante, Jeanne Courtel.
La nef
La nef est composée d'un seul vaisseau, éclairé par deux vitraux polychromes représentant des motifs géométriques. Au dessus de l'entrée, une tribune est dressée pour accueillir un orgue. Un Chemin de croix peint décore les murs de la chapelle.
L'orgue à 392 tuyaux, dispose d'un jeu de bourdon de huit. Il a été fabriqué par les frères Mack de Saint-Brieuc en 1971. Initialement installé dans l’église paroissiale de Plémet, il subit plusieurs réparations avant que la paroisse ne décide de le remplacer par un orgue électronique. La paroisse propose alors à la chapelle de Querrien de lui en faire don. Après une nouvelle restauration, l'orgue est installé en mars 2019,.

### L'extérieur
La croix monumentale et la fontaine Saint-Gall ont été construites au début du XXe siècle.

## Le sanctuaire

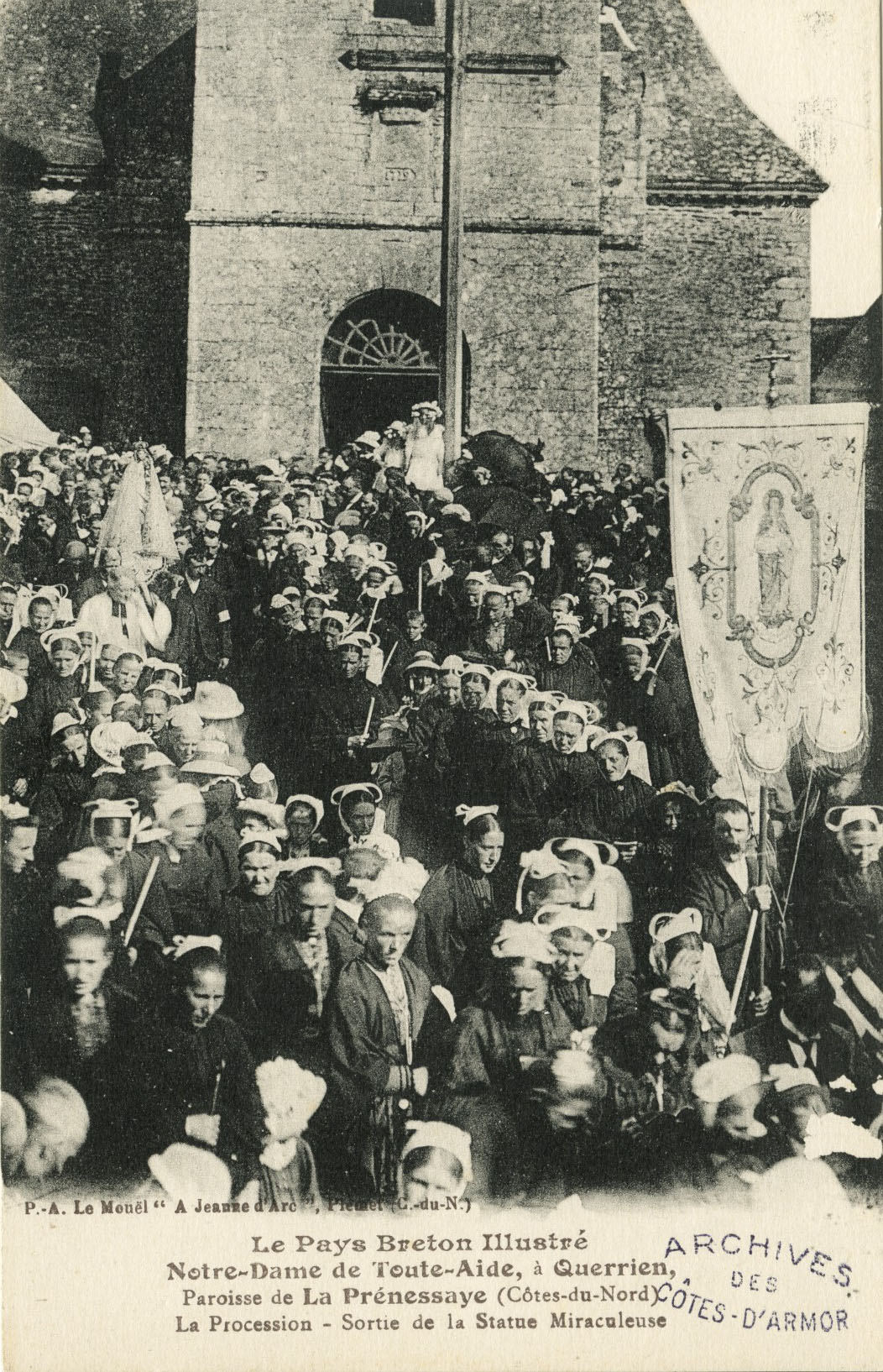
Chapelle Notre-Dame-de-Toute-Aide. Sortie de la statue miraculeuse lors d'une procession. Carte postale de 1920 (env.)

Le sanctuaire de Querrien accueille des pèlerins venant du monde entier depuis 350 ans. On dénombre entre 70 et 100 000 pèlerins chaque année. Les deux grands pardons du 15 août (fête de l'Assomption) et du second dimanche de septembre (en commémoration du 11 septembre 1652, date à laquelle l'évêque de Saint-Brieuc est venu reconnaître l'authenticité des apparitions) sont les dates de plus grande affluence avec environ 10 000 pèlerins par rassemblement. Ces célébrations sont présidées par un évêque pouvant venir de l'extérieur du diocèse,. Lors du Pardon de septembre, des représentants des paroisses de la région viennent avec leurs croix de procession rendre hommage à Notre-Dame de Toute-Aide.
Un autre « petit pardon » est célébré le dimanche le plus proche du 7 octobre : le pardon du Rosaire.

Panneau de bienvenue avec le plan du sanctuaire.

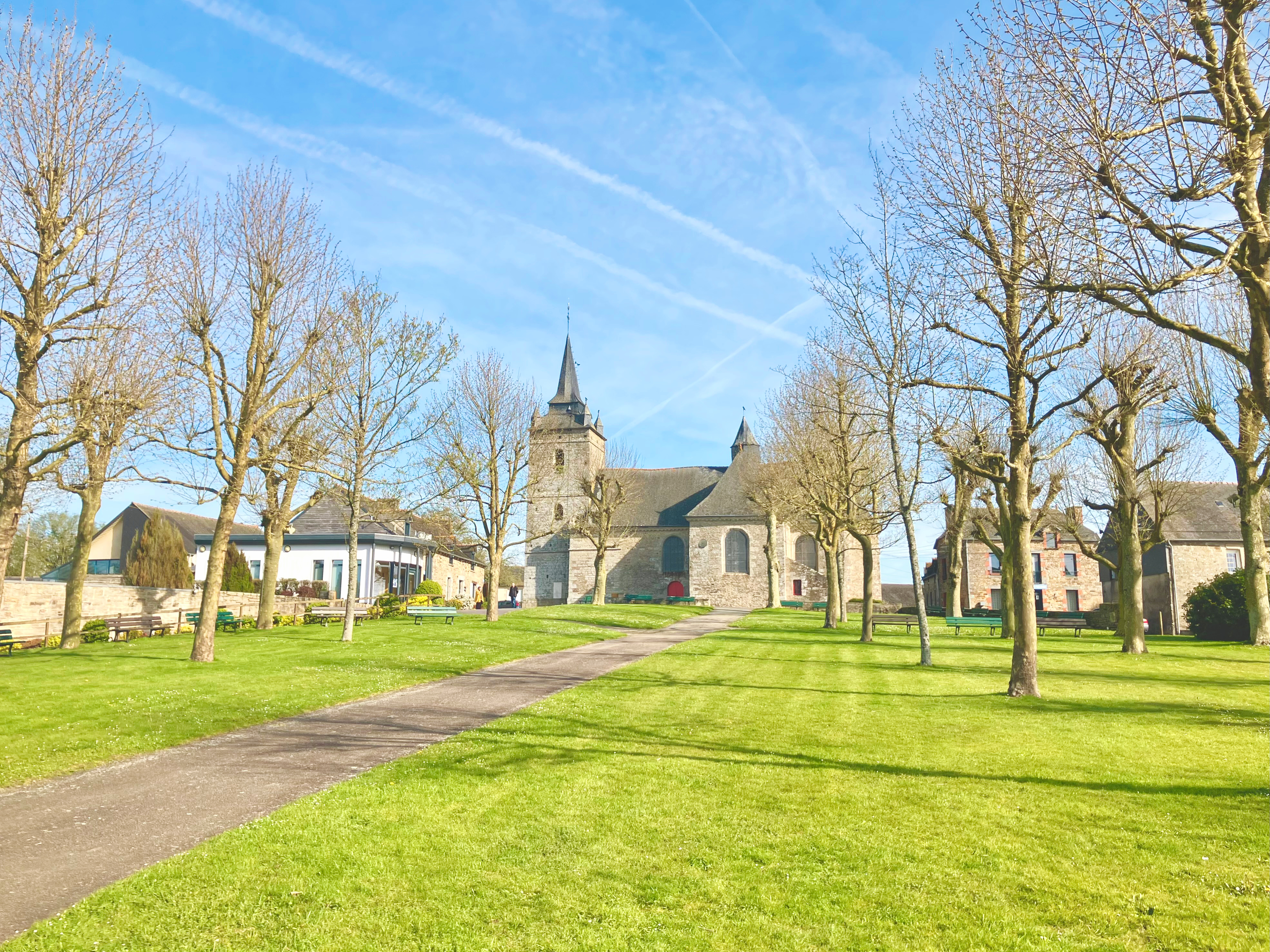
L‘esplanade du sanctuaire Notre-Dame de Toute Aide.

Une association de 200 fidèles bénévoles organise les visites du site et l'animation religieuse pour les pèlerins. Les messes sont célébrées chaque dimanche par des prêtres retraités. Le « foyer du Pèlerin » accueille les personnes de passage et ainsi que des réunions de groupes de fidèles,.
En 2019, la chapelle s'équipe pour la première fois d'un orgue. Celui-ci est installé dans la tribune. Cet orgue est officiellement inauguré et béni le 17 mars 2019 en présence de Denis Moutel. Un concert est donné pour l'occasion,.

## Le pape Jean-Paul II et le sanctuaire Notre-Dame-de-Toute-Aide
Il est près de 13h30 en ce 20 septembre 1996, la messe, célébrée par Jean-Paul II, sur un terrain tout proche de la basilique Saint-Anne d'Auray, devant plus de 150 000 pèlerins vient de se terminer. Le pape se dirige vers la salle à manger où les évêques l'attendent pour un déjeuner fraternel.
Voici qu'il pénètre sous le cloître situé au chevet de la basilique, fait quelques pas et s'arrête denant la maquette du village de Querrien qui a été placée sur son chemin. Monseigneur Fruchaud l'accueille. En quelques phrases, il lui raconte ce qui s'est passé en ce lieu : la rencontre de Jeanne Courtel, jeune et pauvre bergère, sourde et muette avec la Vierge Marie. Il lui livre l'essentiel du message et lui parle de la rapide reconnaissance par l'Église de l'authenticité de cette apparition. Il lui décrit les foules nombreuses qui viennent en pèlerinage chaque année en ce village du centre Bretagne. Et la main au-dessus de la maquette, monseigneur Fruchaud lui présente l'édifice dont la construction est en projet et lui demande sa bénédiction. 
« Cette construction est-elle commencée ? » demande Jean-Paul II. « Pas encore Très Saint-Père, seulement le terrassement. Nous ne disposons pas encore des sommes suffisantes pour entreprendre dès maintenant cet ouvrage », répond monseigneur Fruchaud.
« Vous y parvindrez, j'en suis certain », reprend Jean-Paul II « et j'accorde une très large bénédiction à tous ceux qui portent ce projet et à tout les pèlerins de ce sanctuaire. »
Et se rendant à la salle à manger, par trois fois, il redit à monseigneur Fruchaud, « Il faut le faire, vous y parviendrez. »

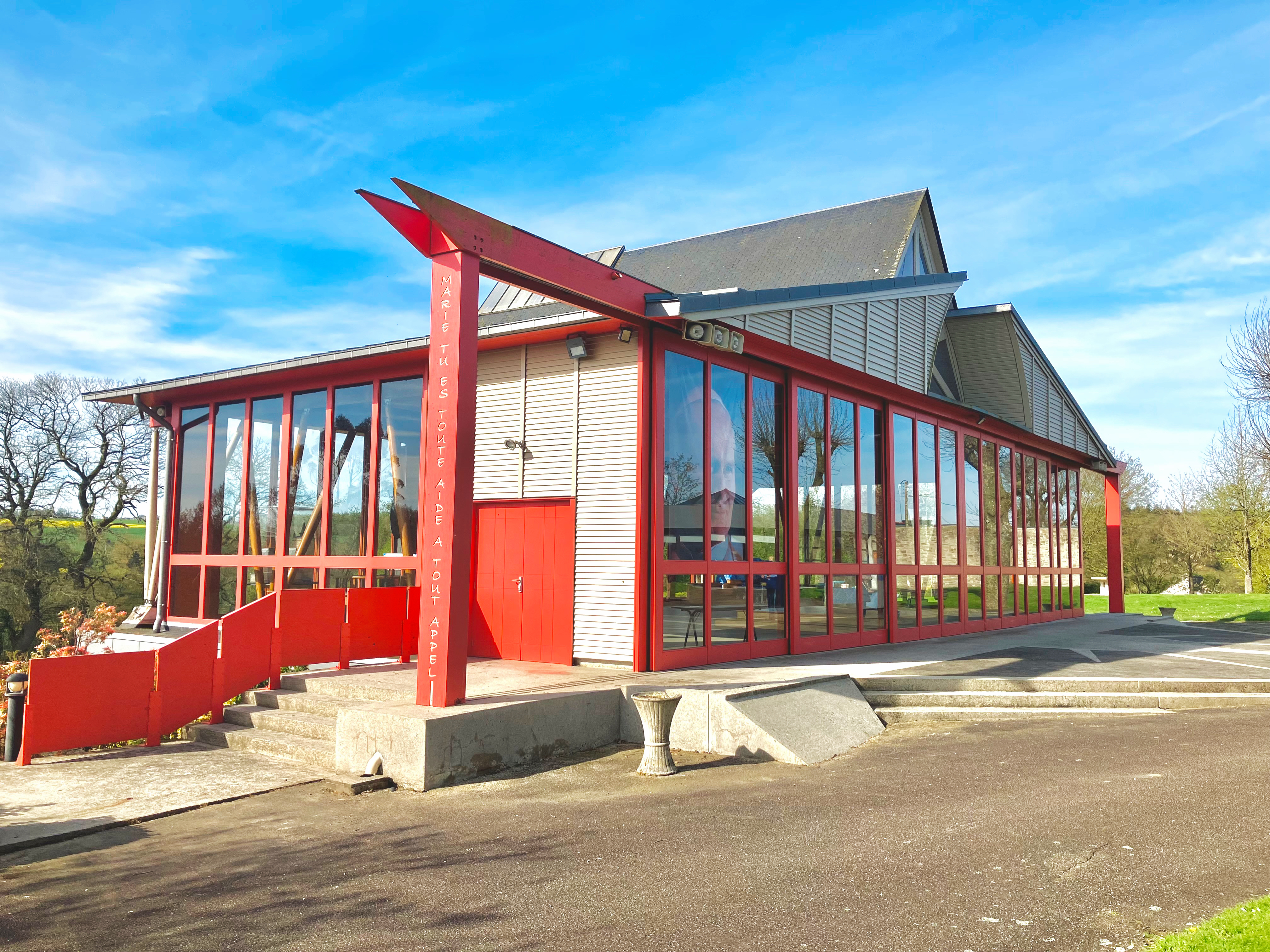
Espace Saint-Jean-Paul-II du sanctuaire.
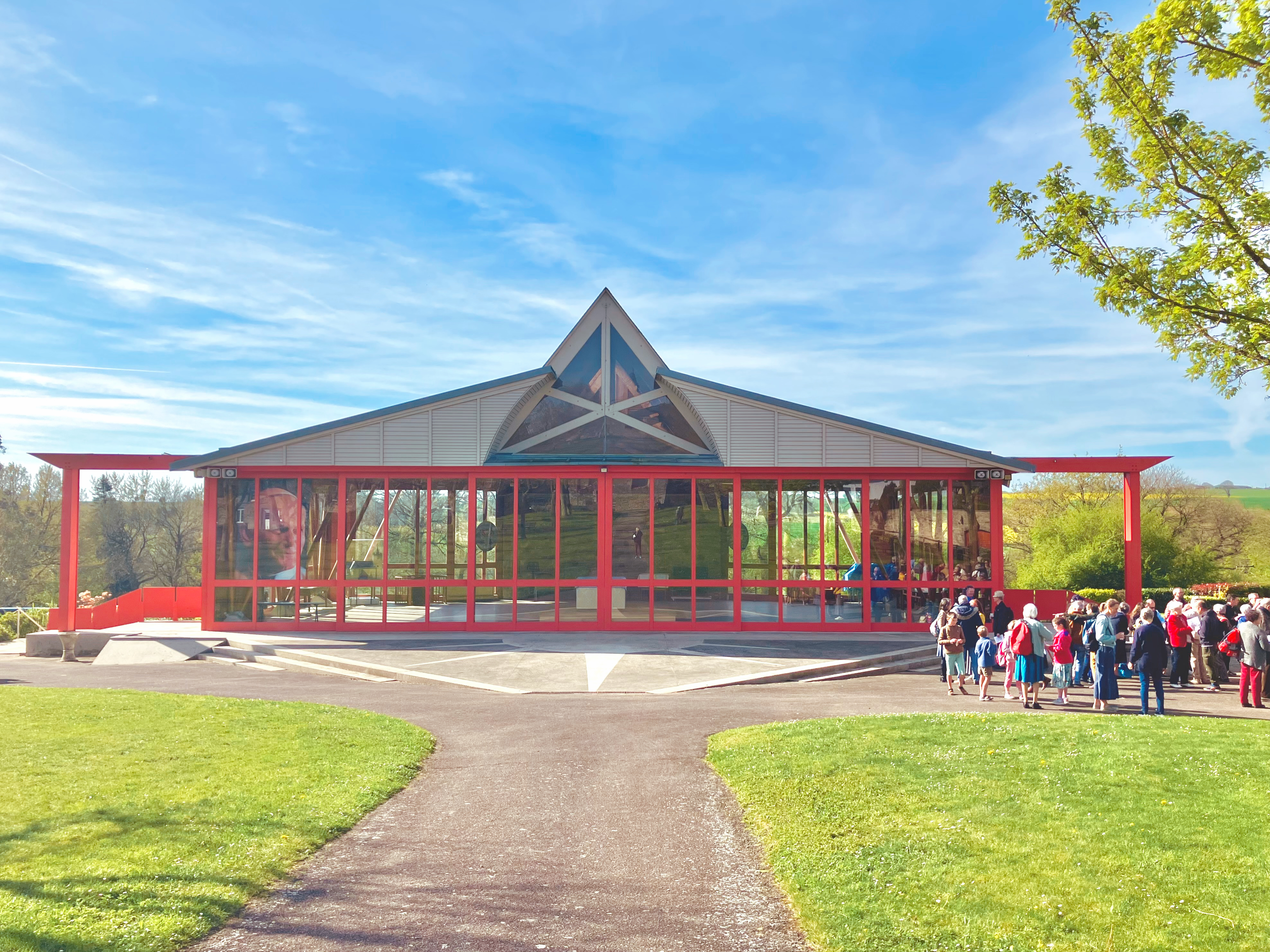
L’espace Saint Jean-Paul II vu depuis l’esplanade.
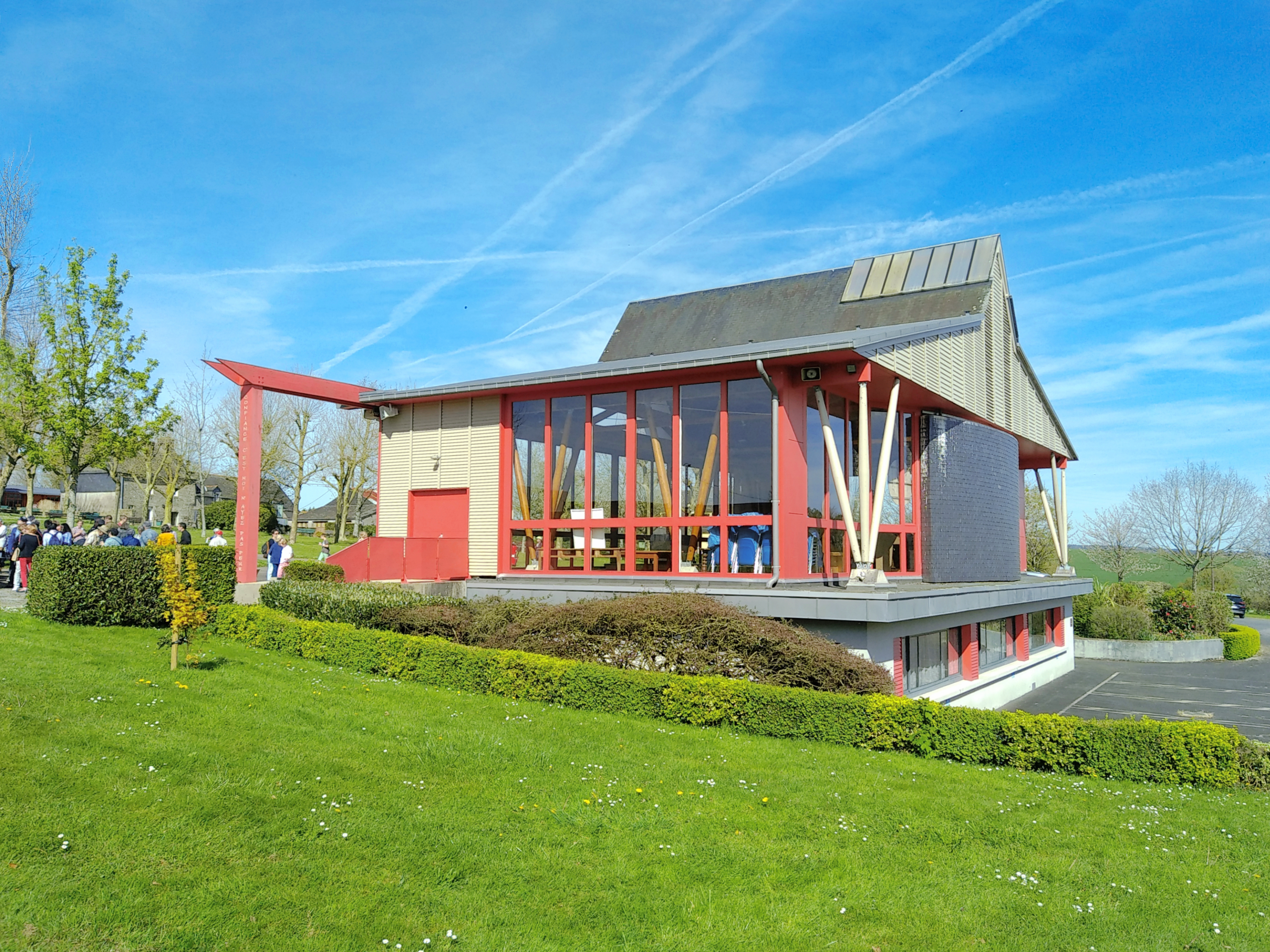
Vue des côtés ouest et sud de l’espace Saint Jean-Paul II : « Confiance, c'est moi, n'ayez pas peur. »

## Le sanctuaire en images

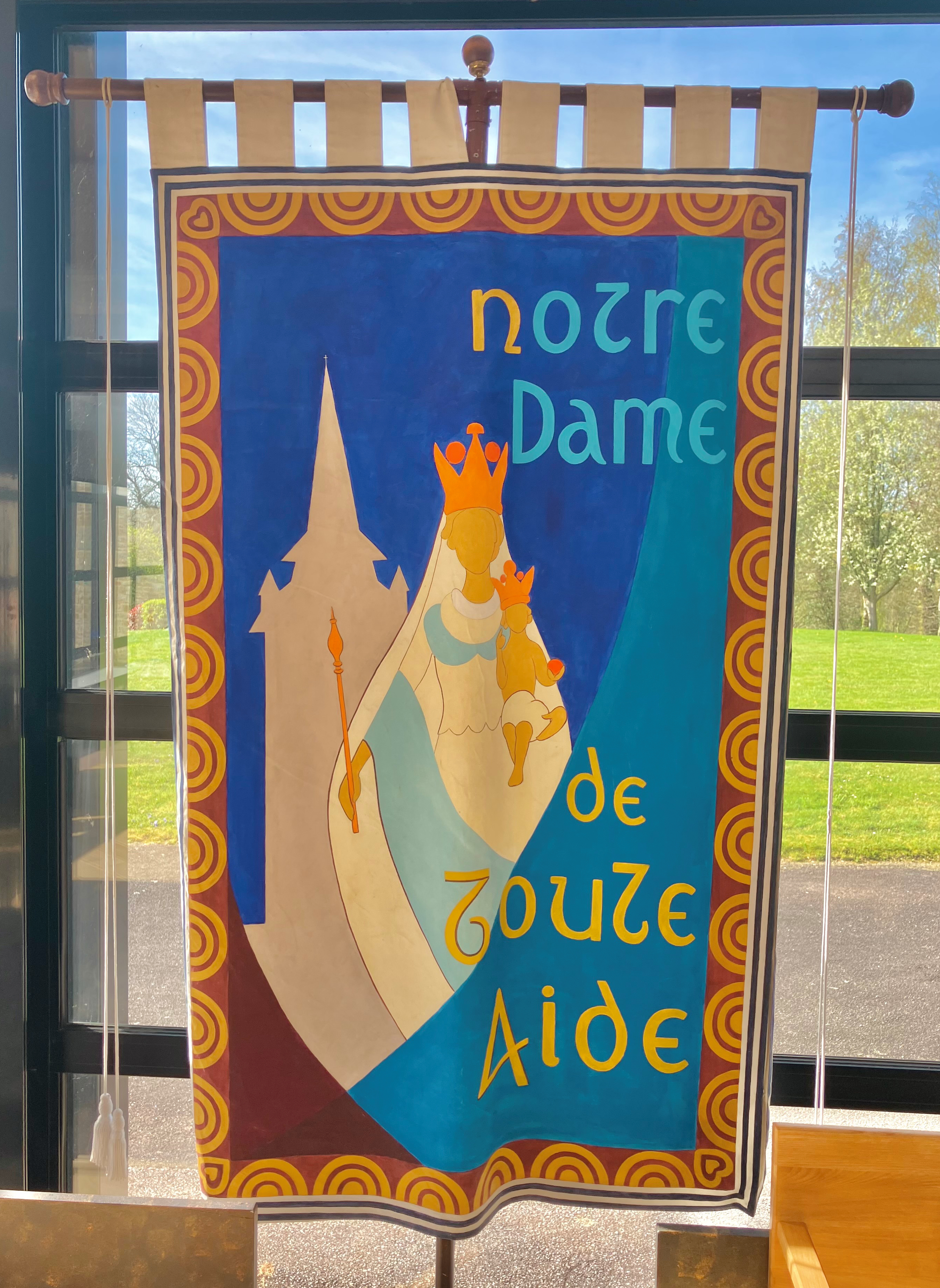
La bannière du sanctuaire Notre-Dame de Toute Aide.
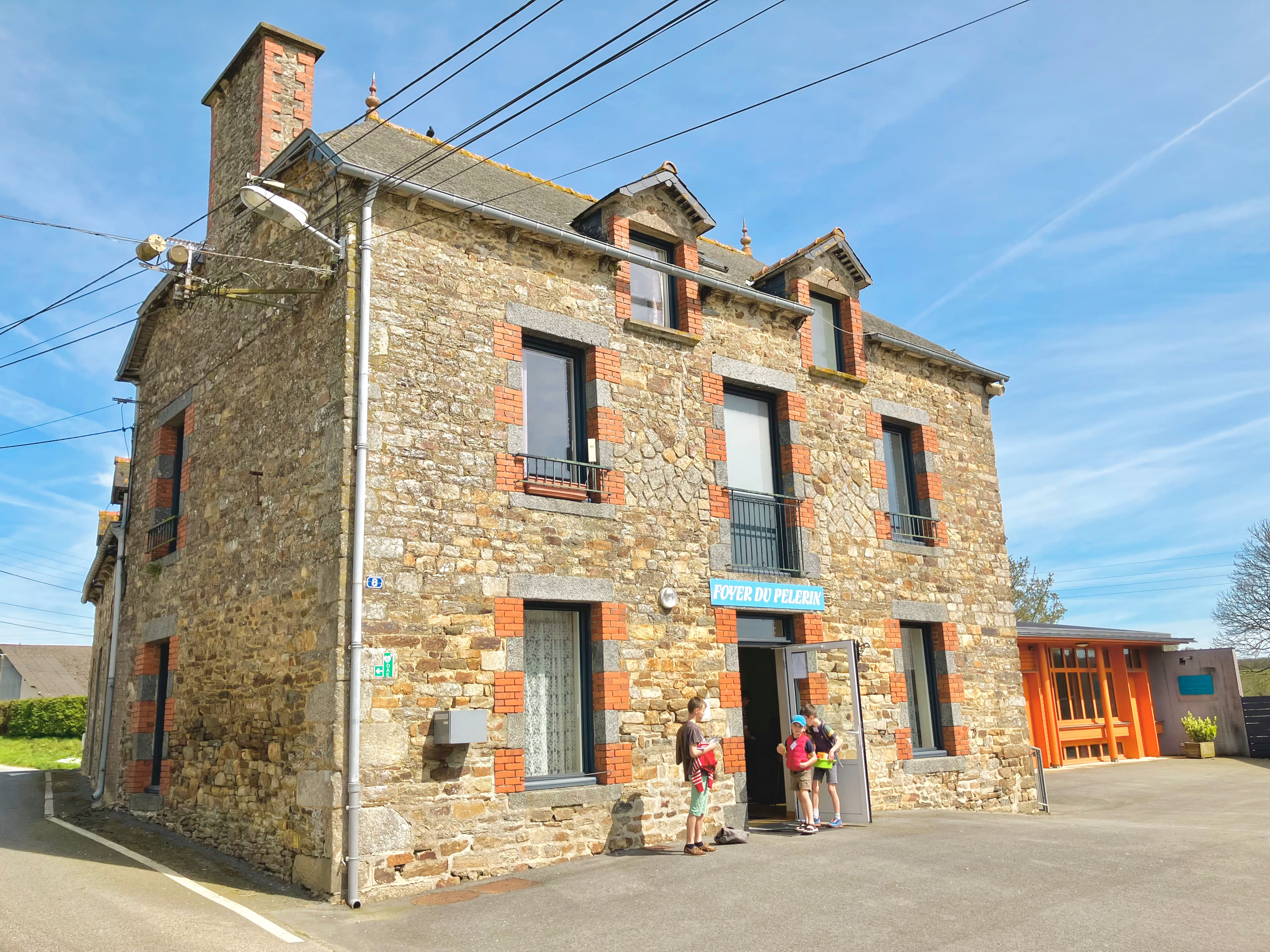
Le Foyer du Pèlerin du sanctuaire de Notre-Dame de Toute Aide.
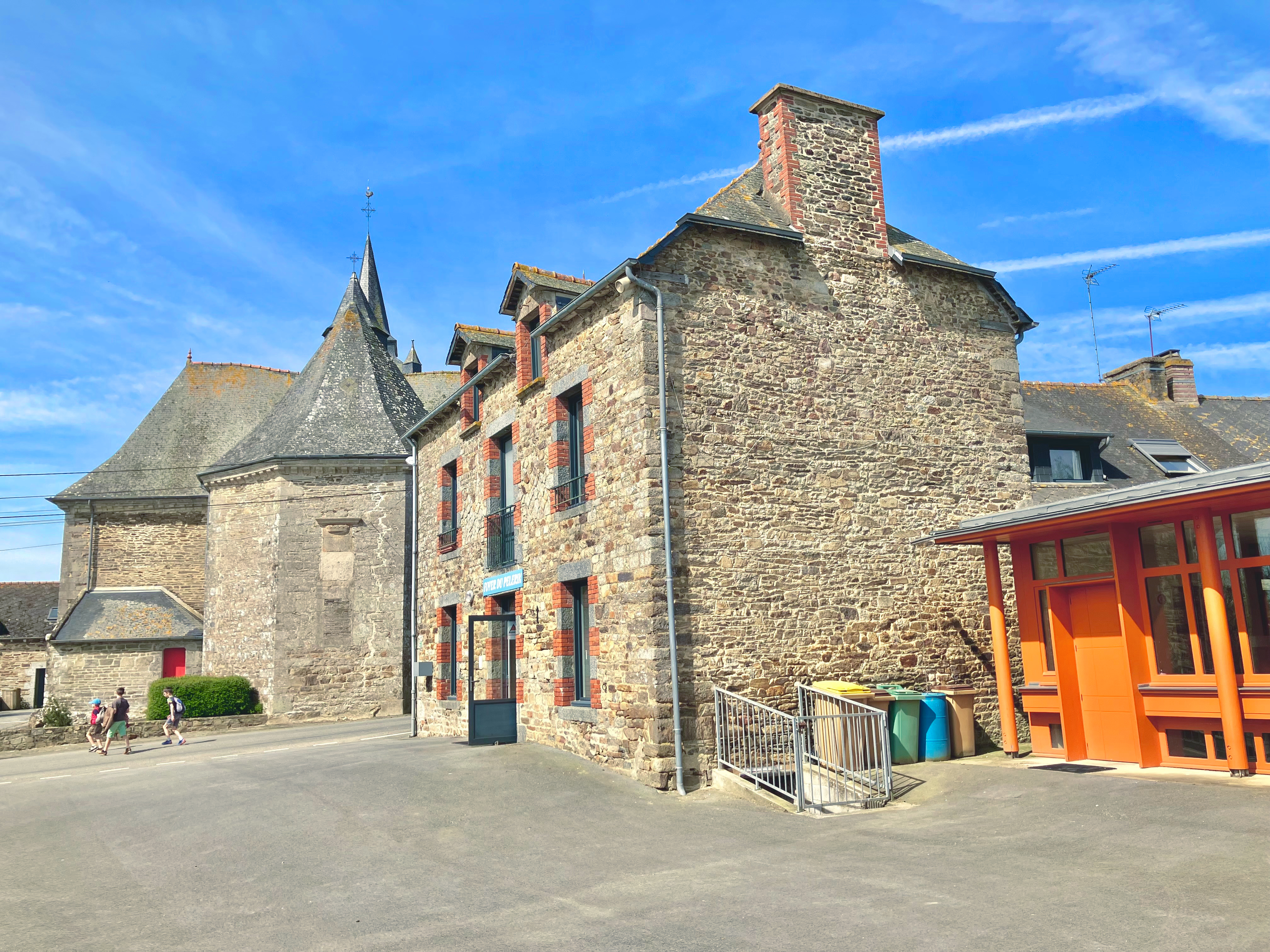
La chapelle Notre-Dame de Toute Aide et le Foyer du Pèlerin.
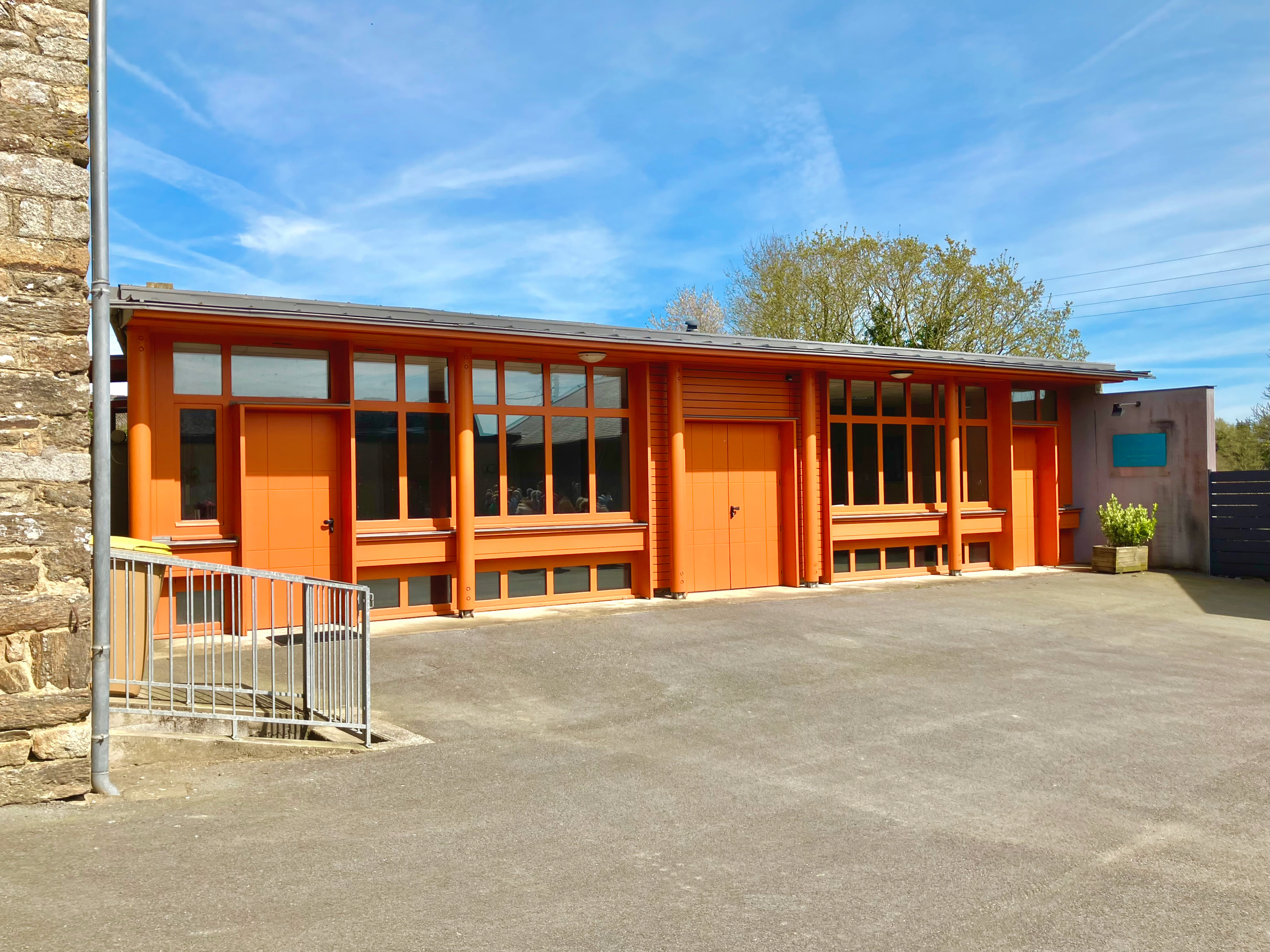
La salle Olivier Audrain (1610-1664), premier recteur du sanctuaire.
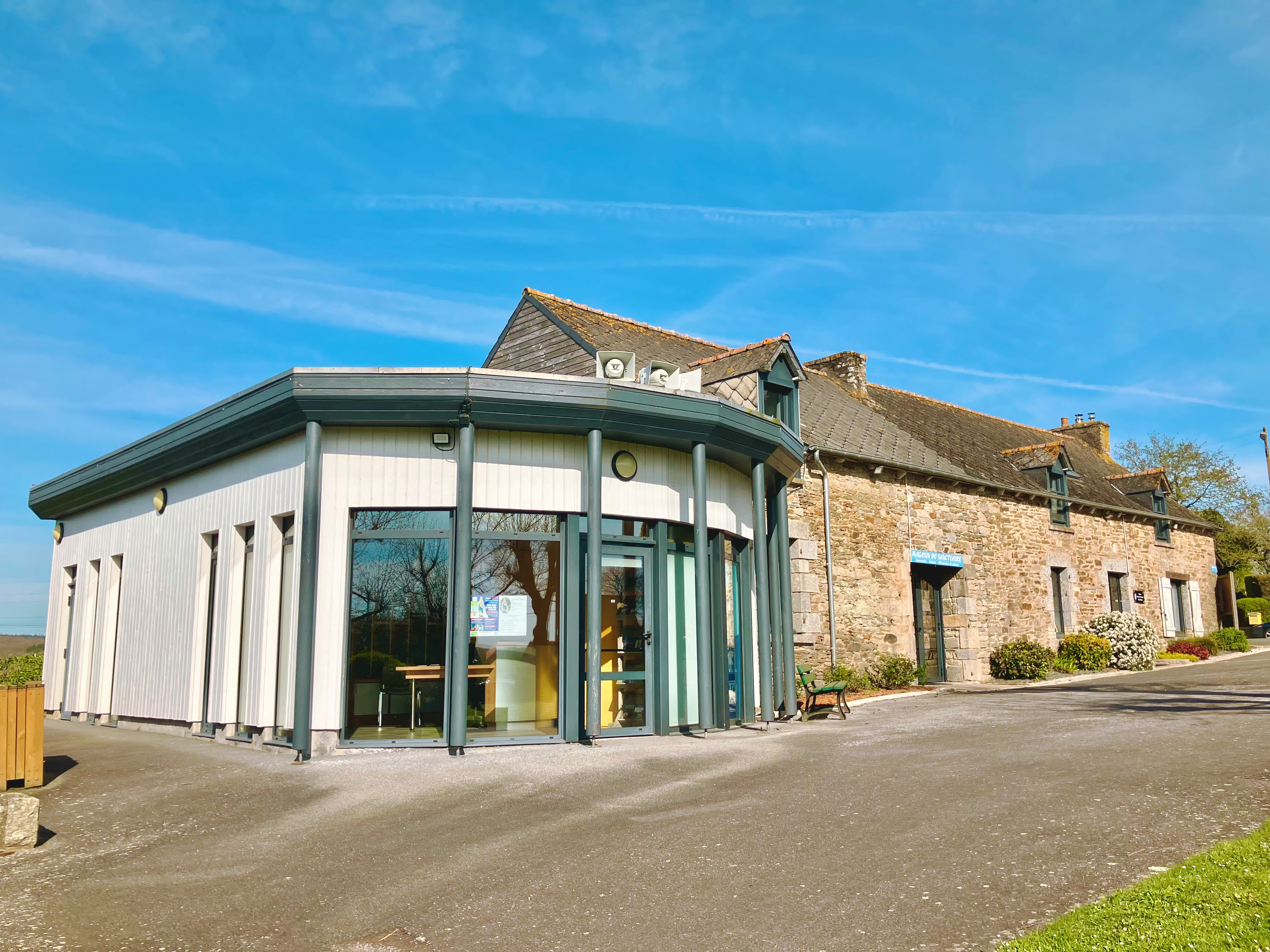
L’abri Saint-Gal avec l’accueil/rotonde et le magasin.
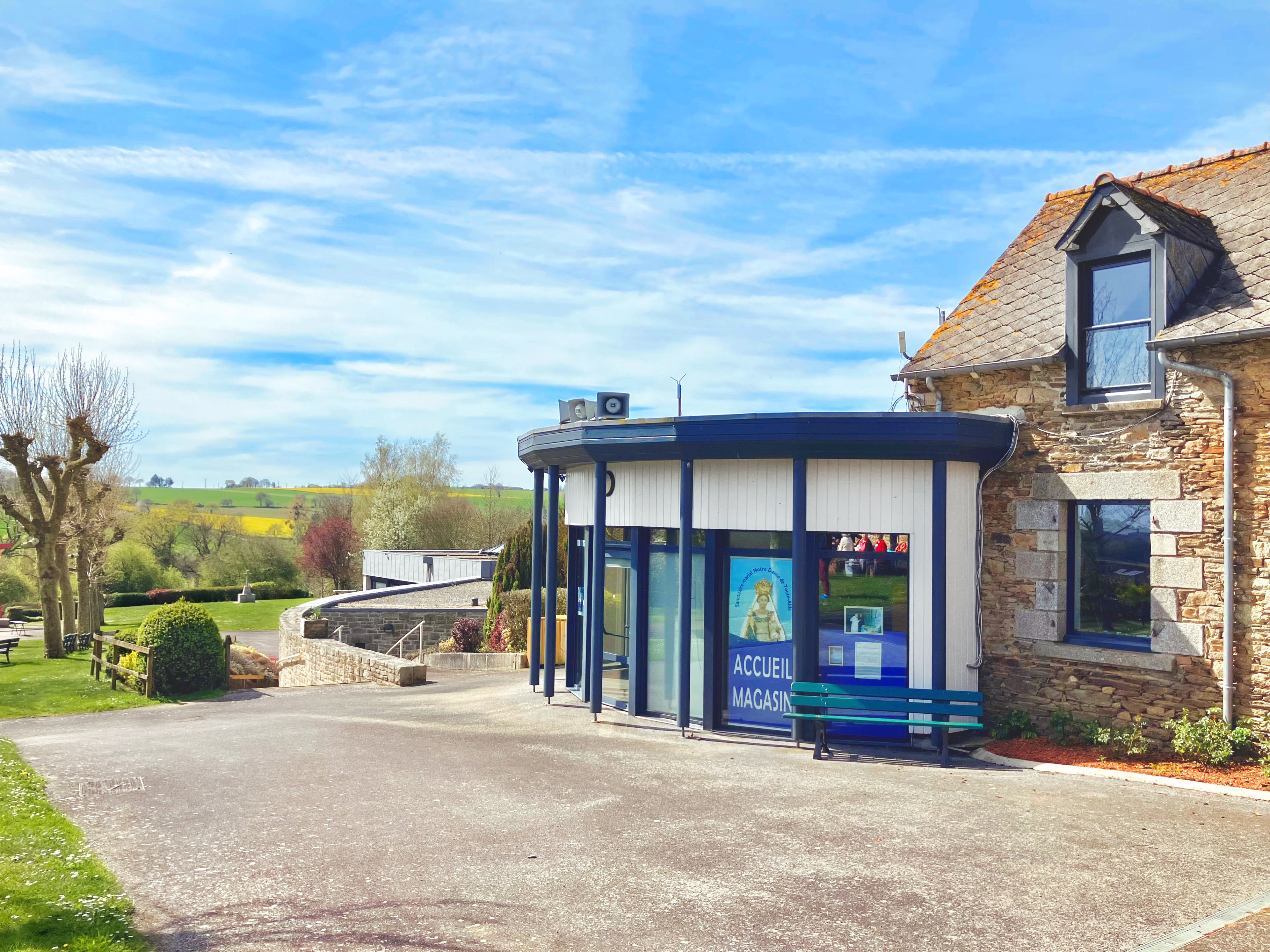
L’accueil/rotonde du sanctuaire.
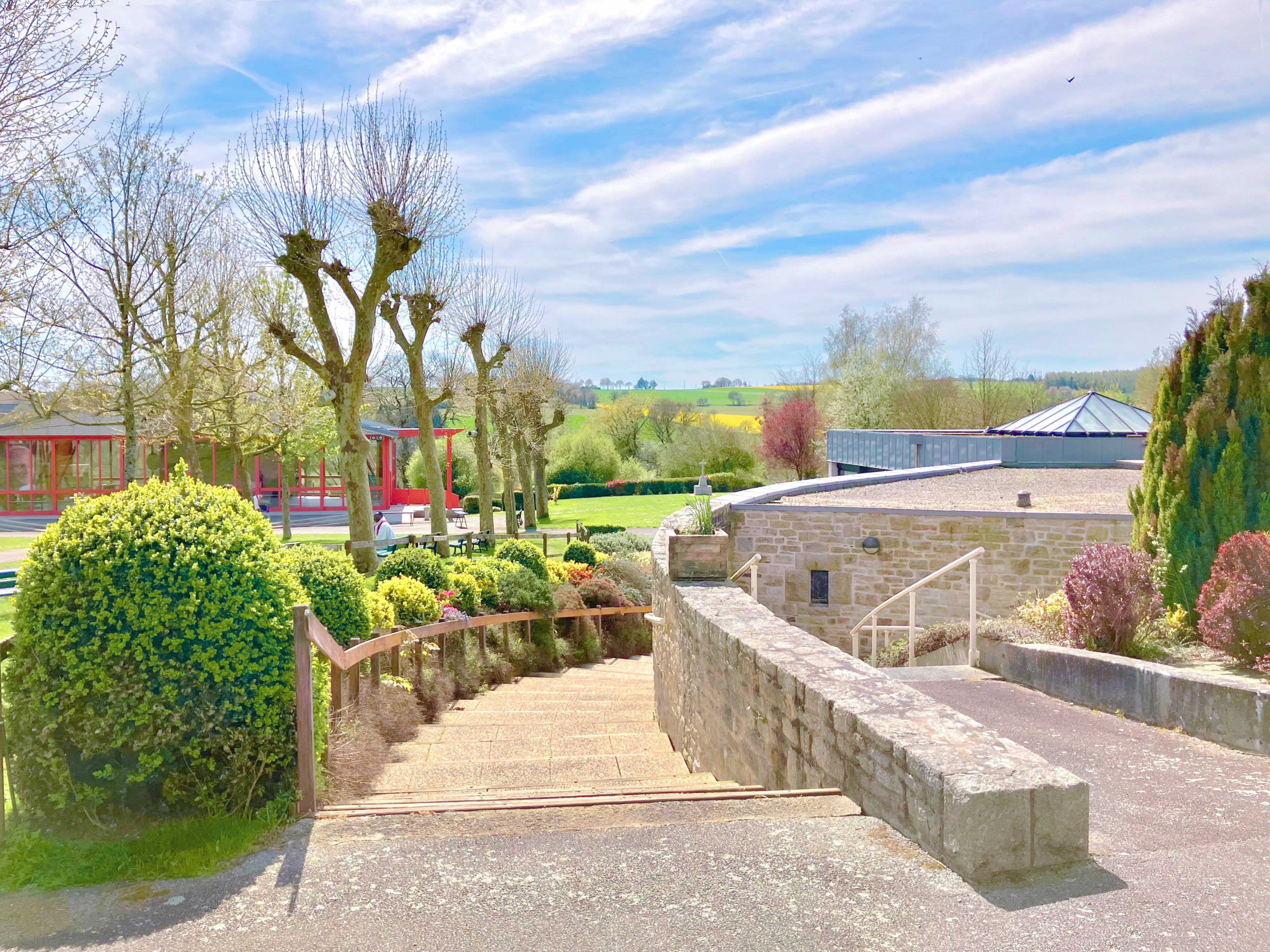
Le Centre Jeanne Courtel vu depuis l'accueil.
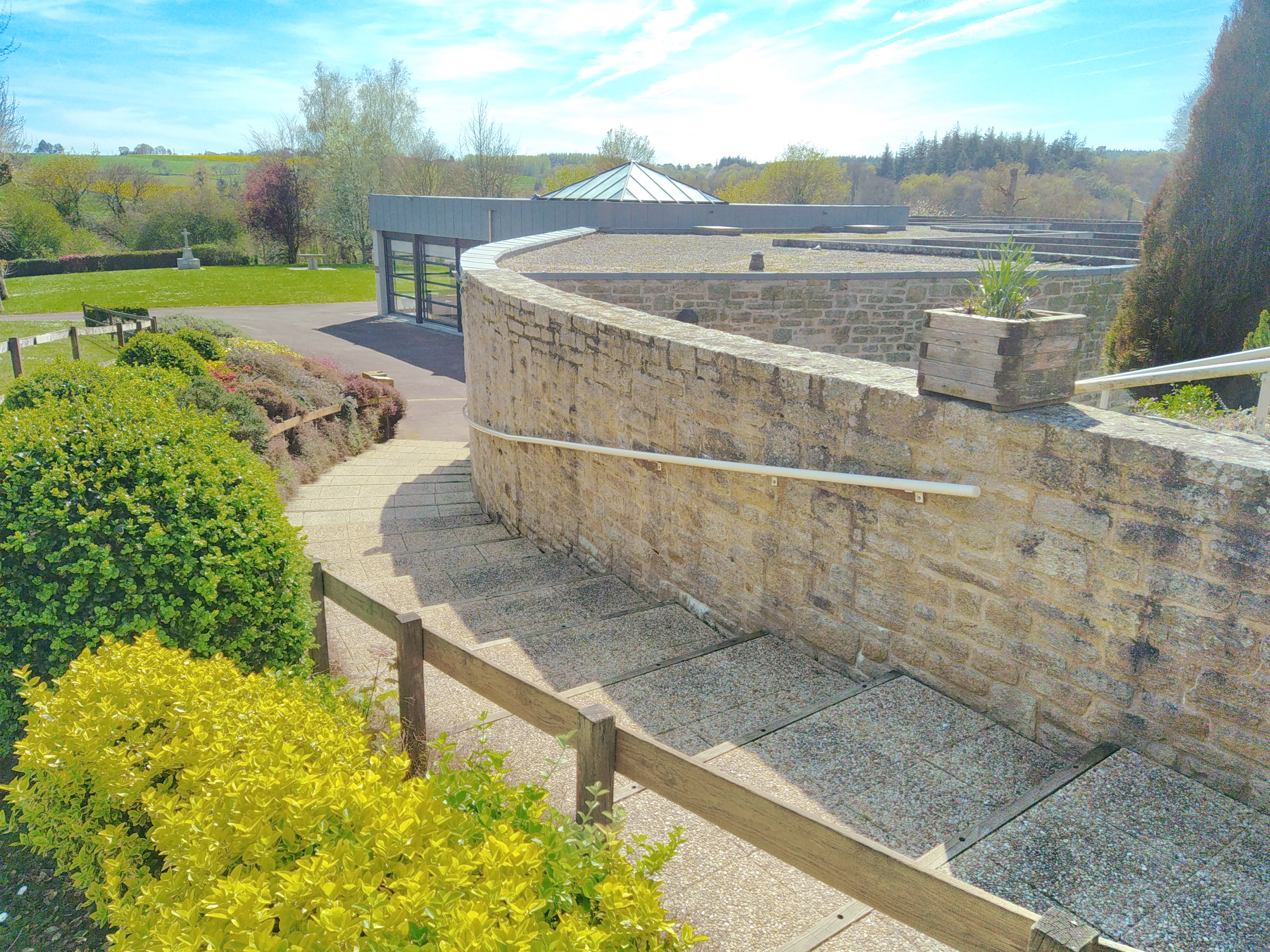
L’escalier en pente douce qui relie le centre Jeanne Courtel à l’accueil.
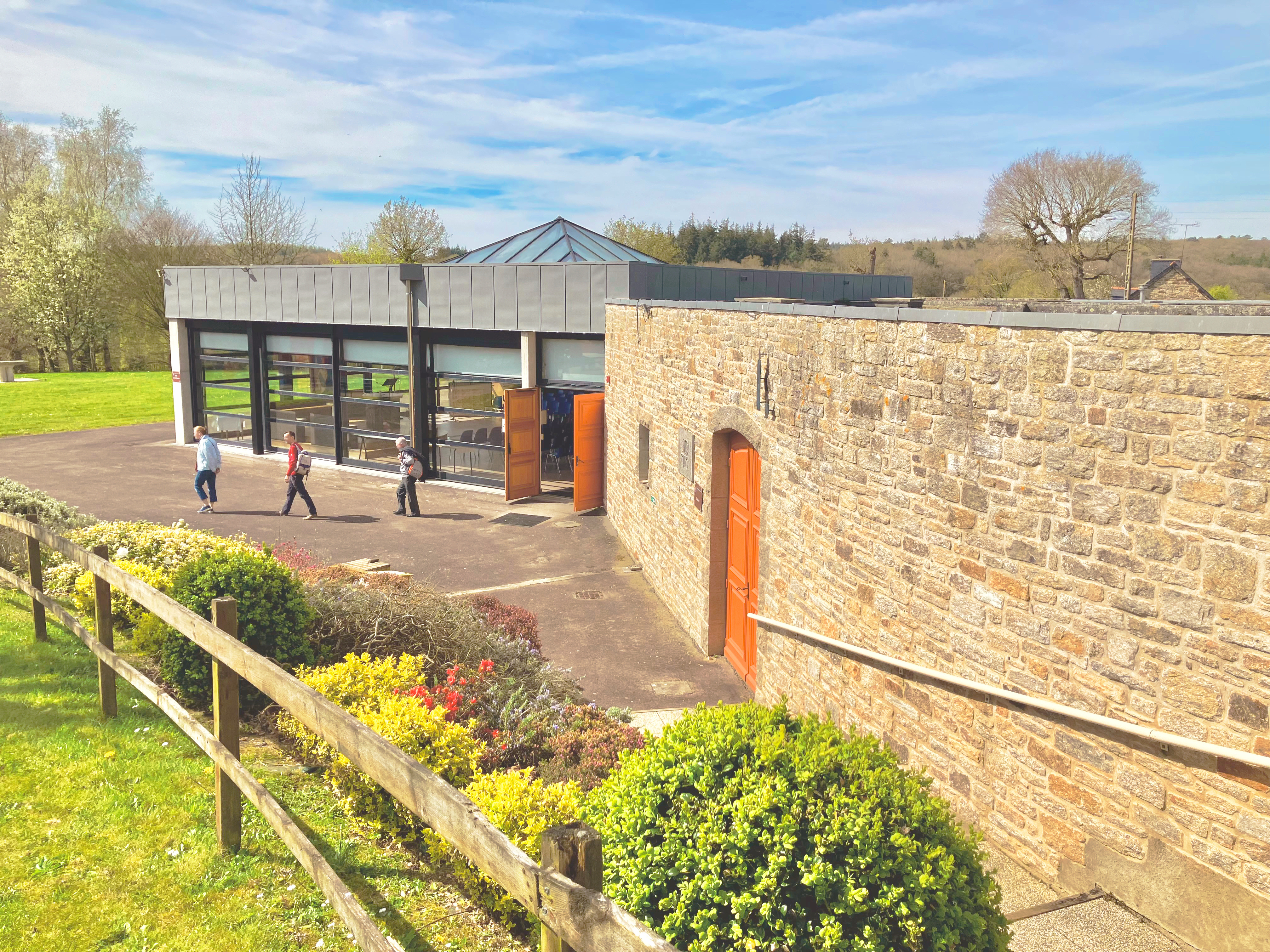
Le Centre Jeanne Courtel.
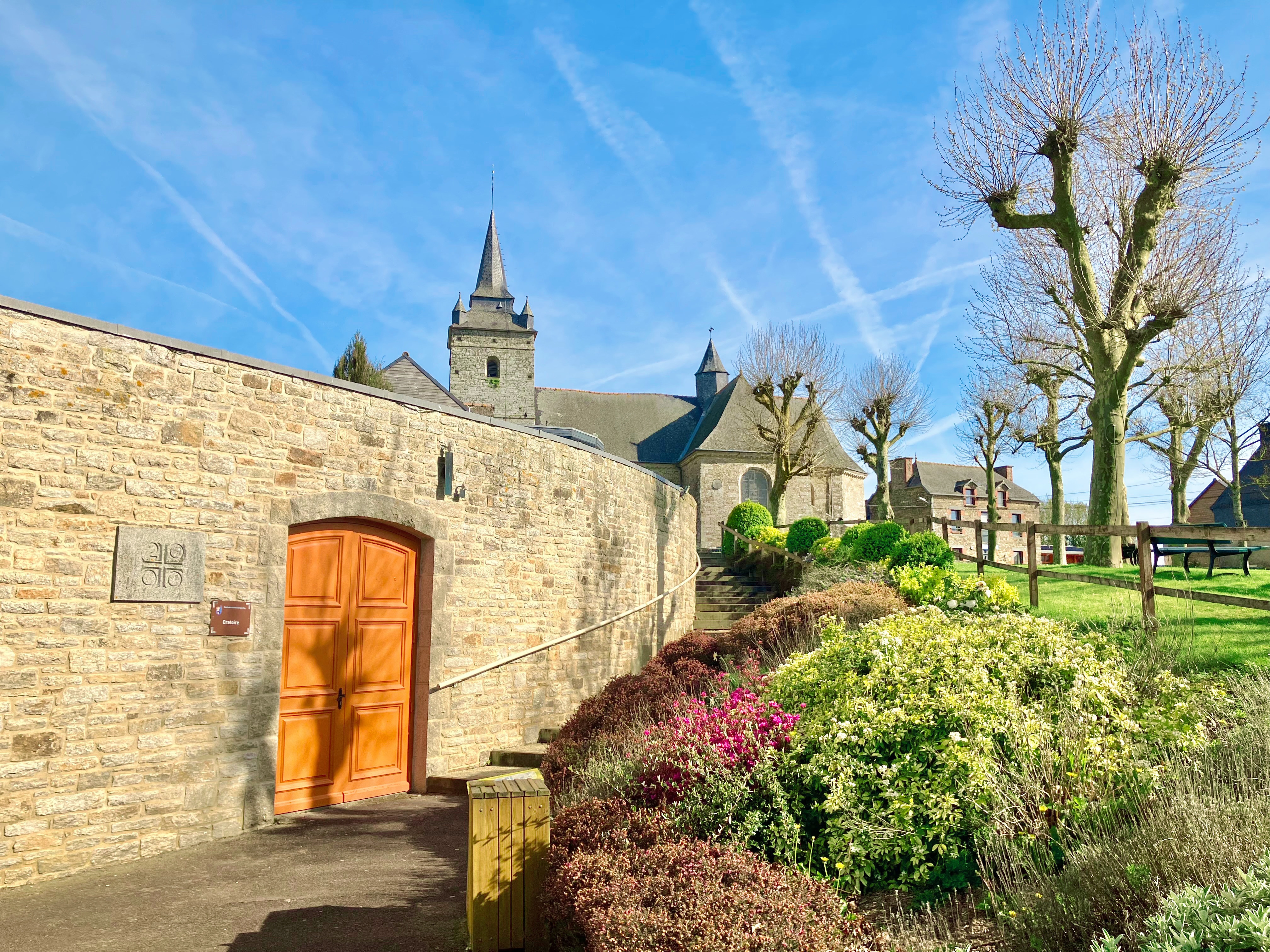
L’oratoire au centre Jeanne Courtel.
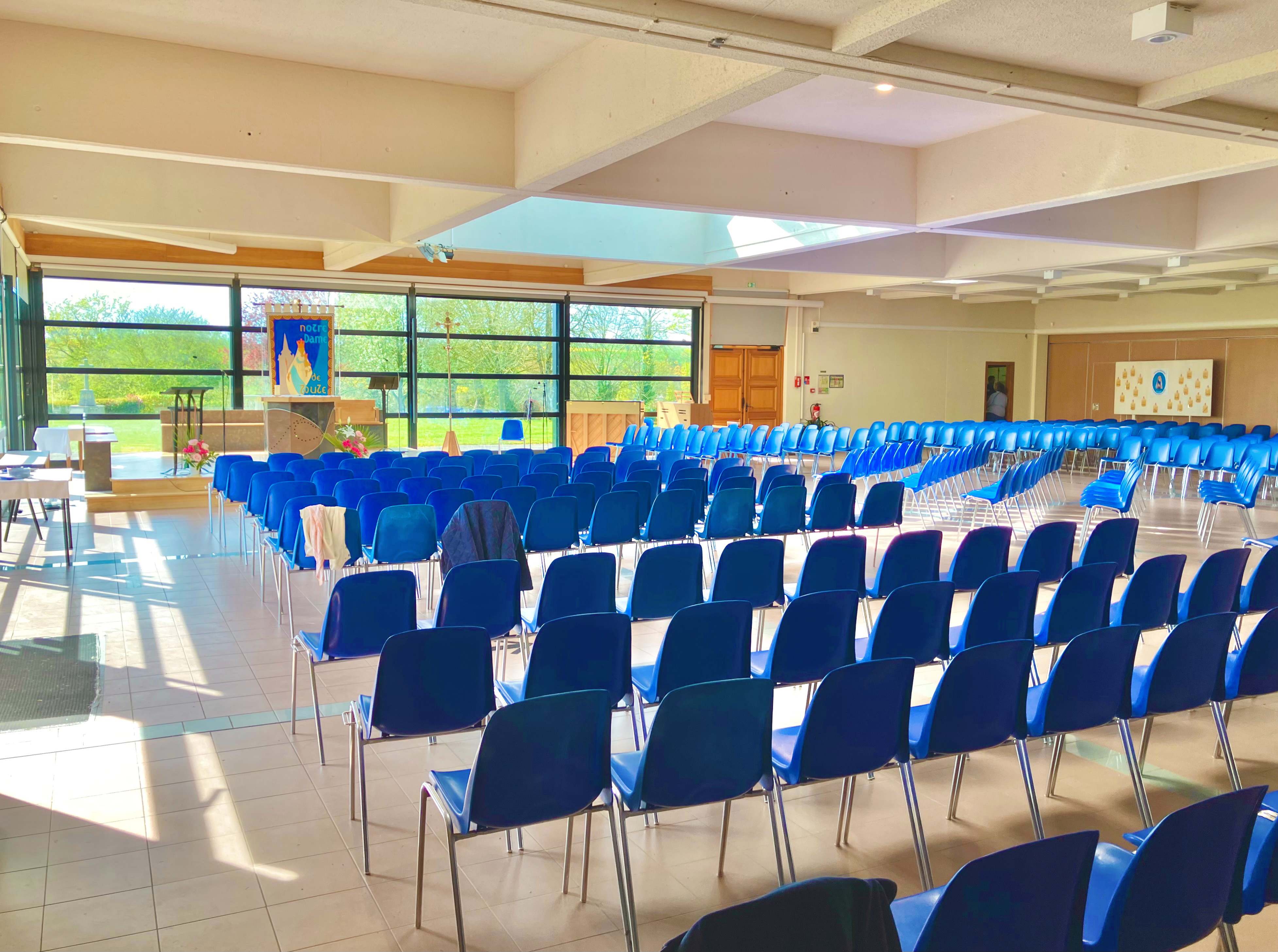
La salle du centre Jeanne Courtel.
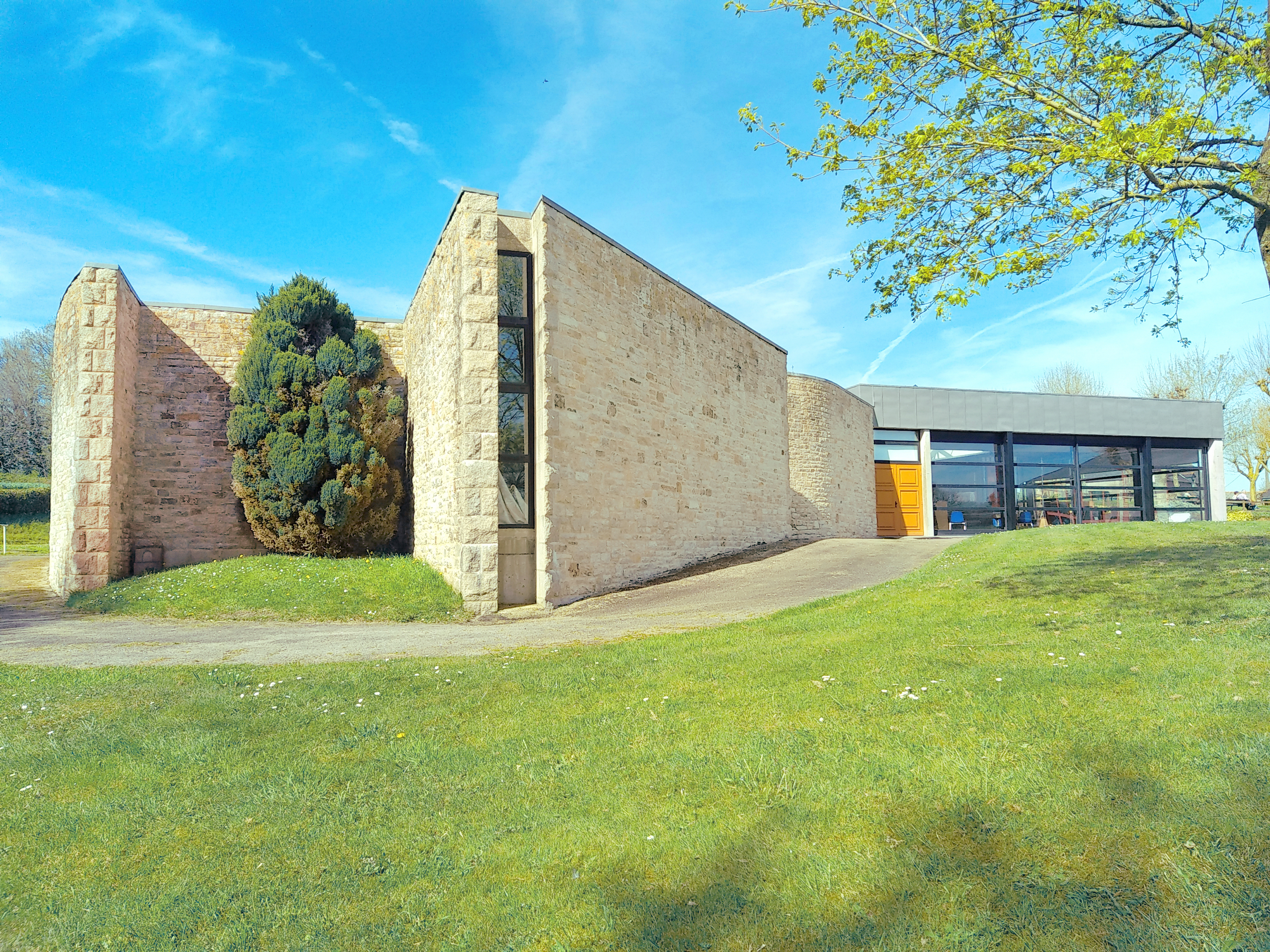
Perspective sud du centre Jeanne Courtel.
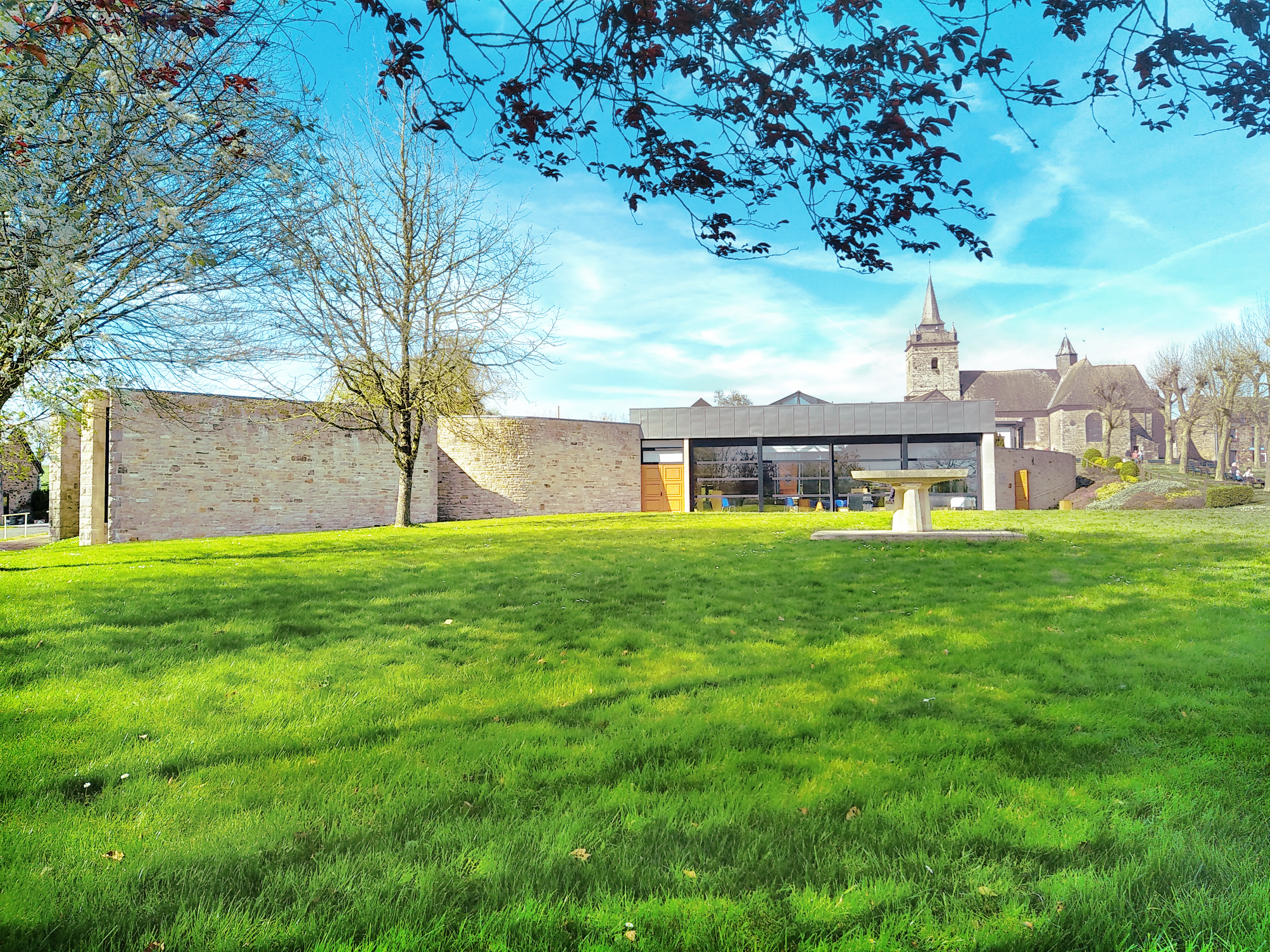
Le centre Jeanne Courtel et la chapelle Notre-Dame de Toute Aide vus depuis l’espace camping.
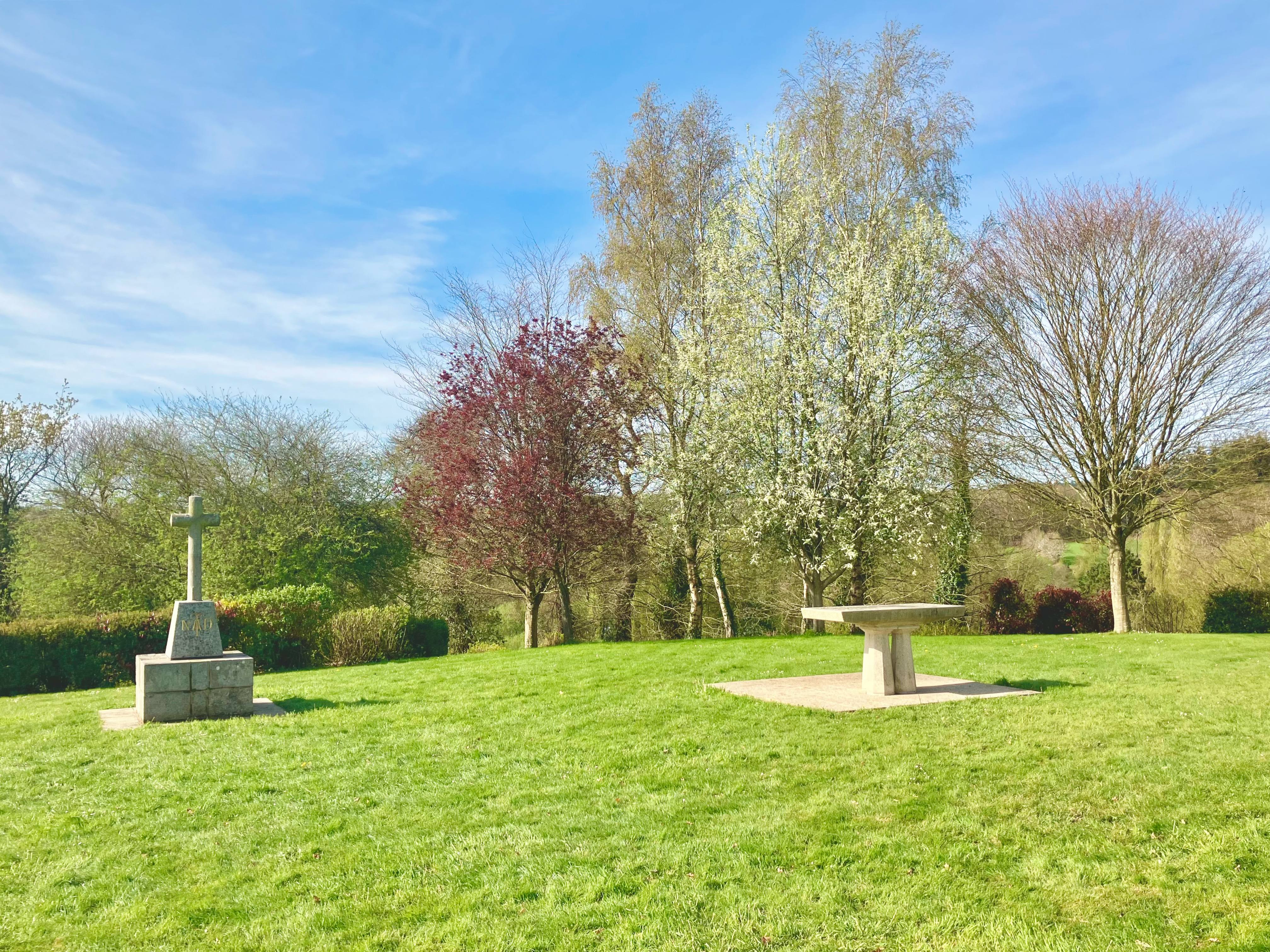
L’espace camping du sanctuaire avec la croix en granit.
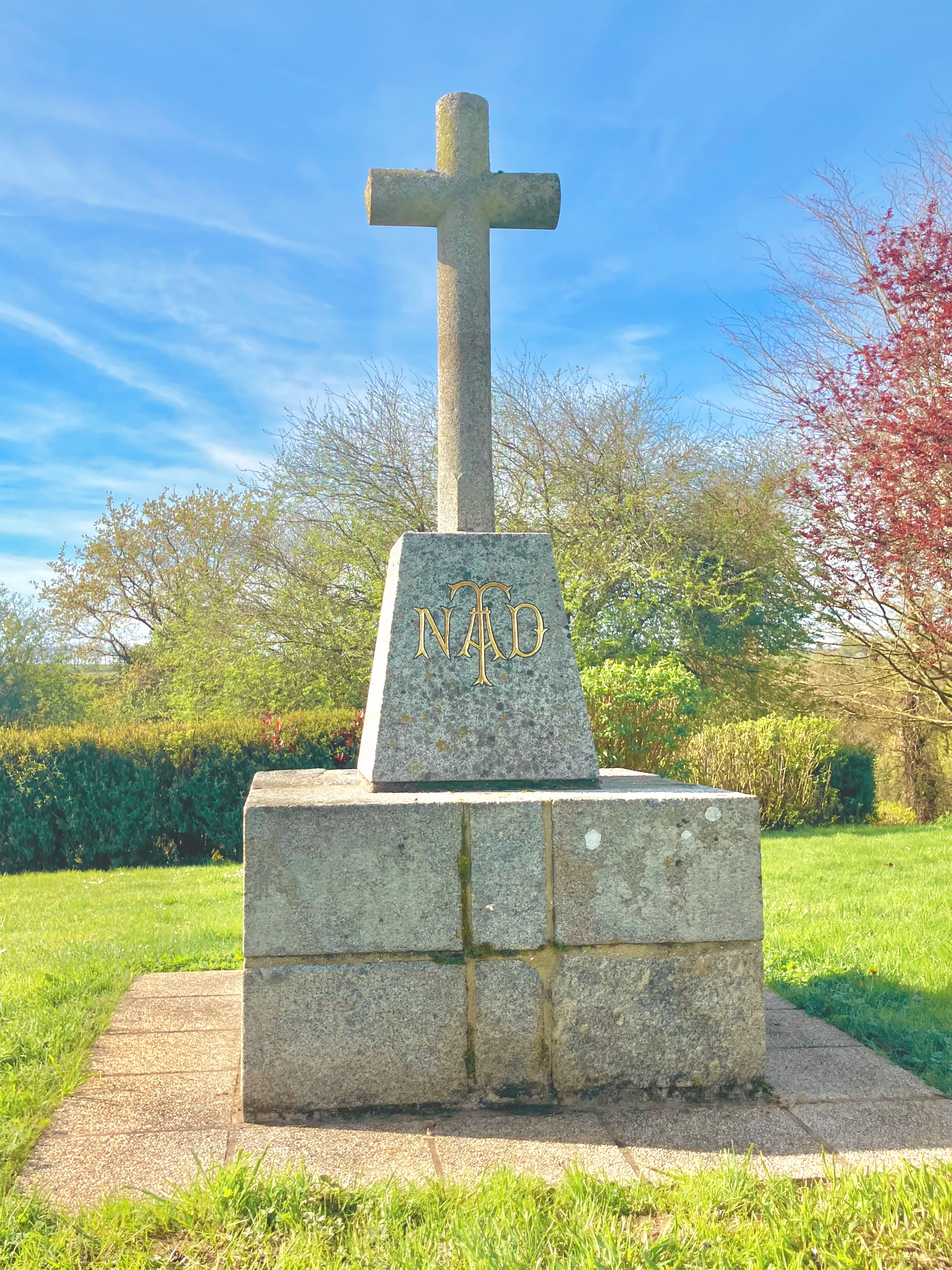
La croix en granit de l’espace camping.